# 오페라

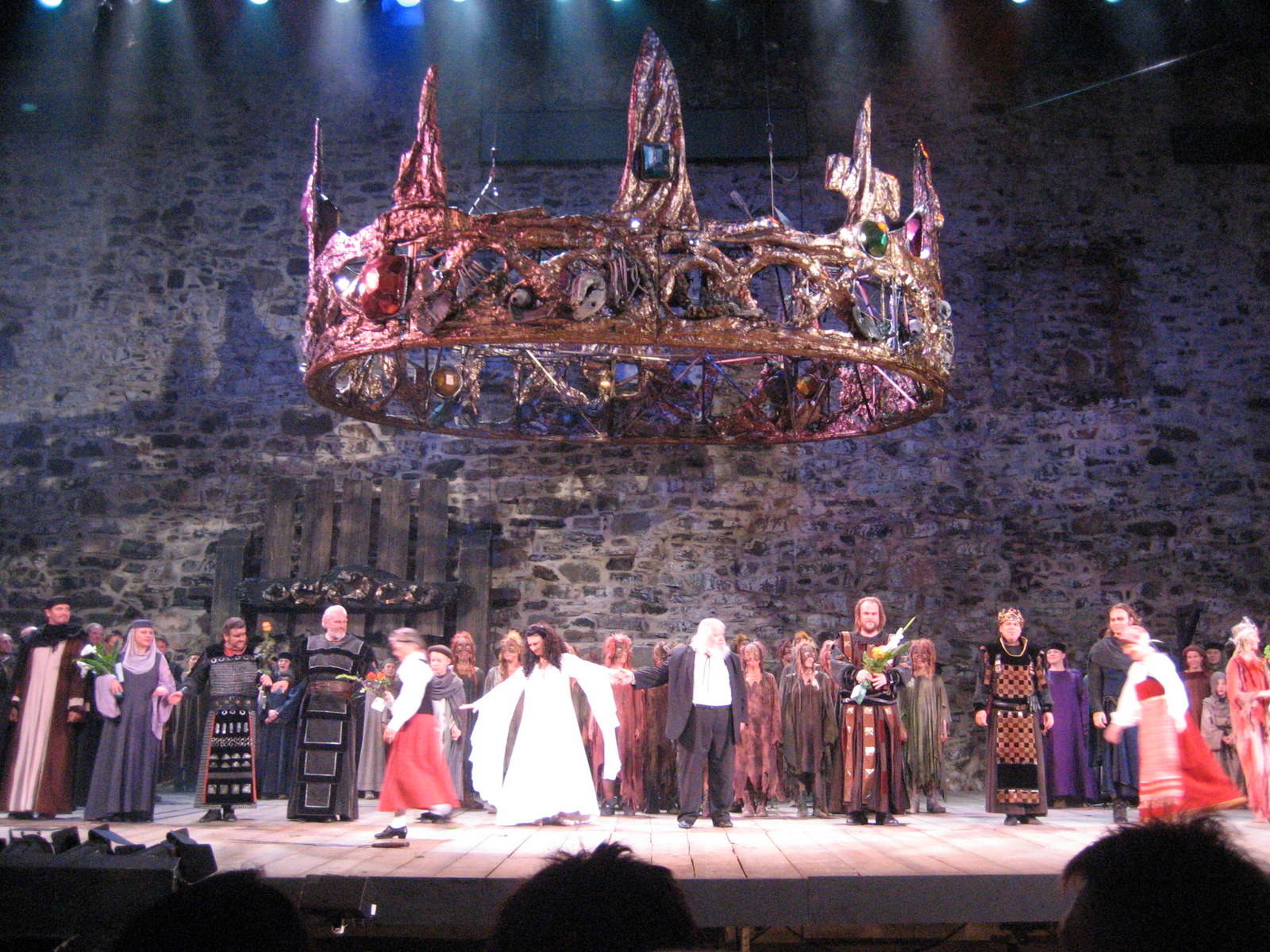
2007년 핀란드 사본린나의 올라프 성에서 열린 사본린나 오페라 페스티벌에서의 《맥베스》 공연

밀라노의 스칼라 극장

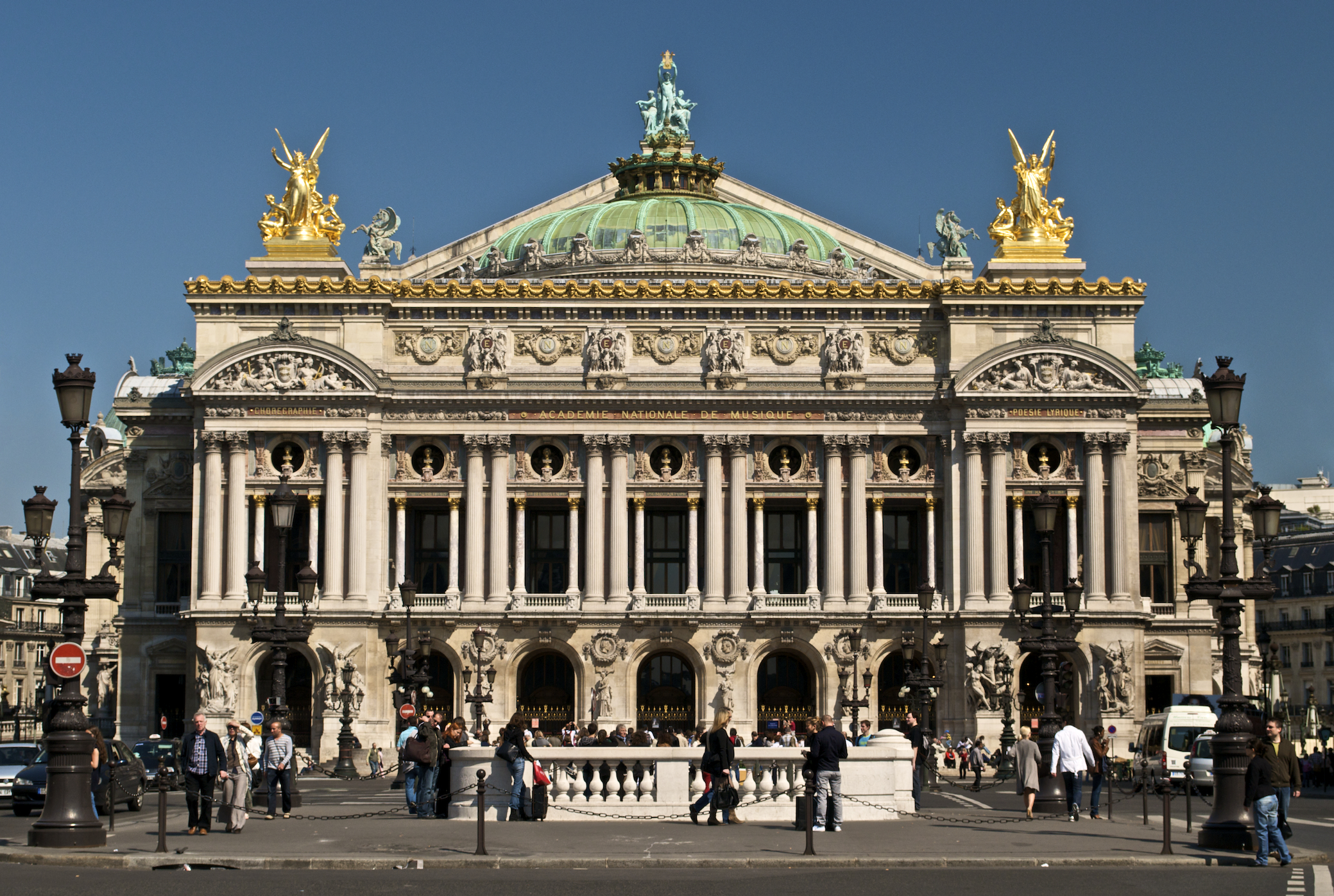
파리 국립 오페라의 오페라 가르니에

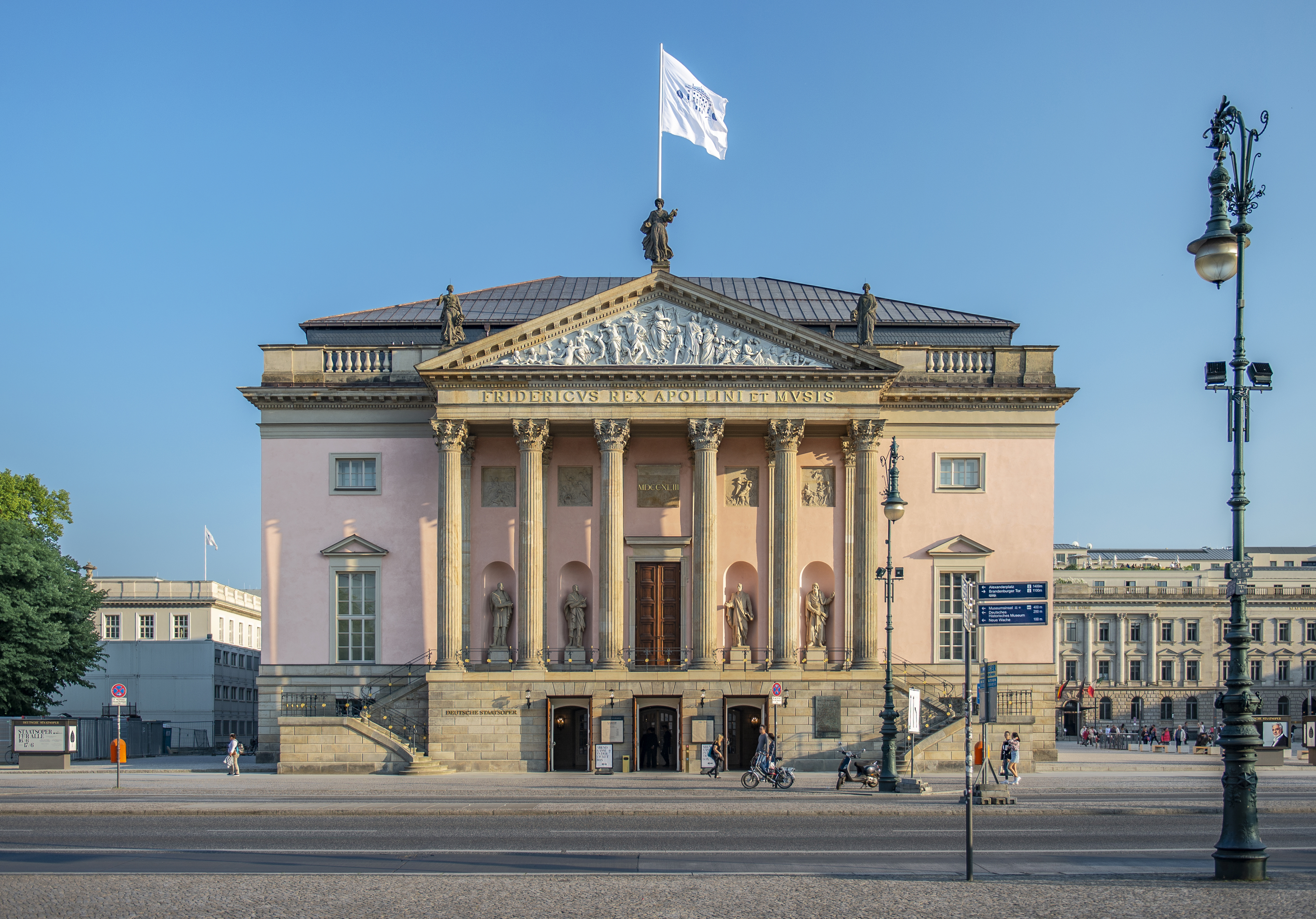
베를린 국립 오페라

오페라(라틴어: Opera←라틴어: opus '작품'의 복수형에서 유래)는 음악이 기본적인 요소이고 극적 역할이 가수들에 의해 수행되는 서양 연극의 한 형식이다. 이러한 "작품"(이탈리아어 'opera'의 문자적 번역)은 일반적으로 작곡가와 대본가의 협업이며, 연기, 무대 장치, 의상, 그리고 때로는 춤 또는 발레와 같은 여러 공연 예술을 포함한다. 공연은 일반적으로 오페라 극장에서 오케스트라 또는 더 작은 앙상블의 반주와 함께 이루어지며, 19세기 초부터는 지휘자가 이끌어 왔다. 뮤지컬 극은 오페라와 밀접한 관련이 있지만, 둘은 서로 다른 것으로 간주된다.
오페라는 서양 클래식 음악의 핵심 부분이며, 특히 이탈리아 전통에서 그렇다. 원래 노래가 많은 연극과 대조적으로 '완전히 노래로 불리는 작품'으로 이해되었던 오페라는 징슈필과 오페라 코미크와 같이 대화가 포함된 작품을 포함하여 다양한 장르를 포괄하게 되었다. 전통적인 넘버 오페라에서 가수들은 두 가지 노래 스타일을 사용한다. 하나는 대화의 억양을 모방하고 강조하도록 고안된 서창적 스타일인 레치타티보이고, 다른 하나는 등장인물들이 더 구조화된 멜로디 스타일로 감정을 표현하는 독립적인 아리아이다. 중창과 삼중창 및 기타 앙상블이 자주 등장하며, 합창은 극의 전개에 대한 해설 역할을 한다. 징슈필, 오페라 코미크, 오페레타, 세미 오페라와 같은 일부 오페라 형식에서는 레치타티보가 대개 대화로 대체된다. 레치타티보 도중 또는 대신에 나타나는 멜로디 또는 준멜로디 부분은 아리오소라고도 불린다. 다양한 오페라 성부의 용어는 아래 #오페라 성부에서 자세히 설명된다.
바로크 시대와 고전주의 시대 모두에서 레치타티보는 두 가지 기본 형태로 나타났으며, 각각 다른 악기 앙상블이 반주했다. '세코(secco)' 레치타티보는 단어의 악센트에 따라 자유로운 리듬으로 노래되며, 일반적으로 하프시코드와 첼로로 구성된 바소 콘티누오만으로 반주되었다. 반면 '아콤파냐토(accompagnato)'(또는 '스트루멘타토(strumentato)'라고도 불림)는 오케스트라가 반주를 제공했다. 18세기를 거치면서 아리아는 점점 더 오케스트라의 반주를 받게 되었다. 19세기에 이르러 '아콤파냐토'가 우위를 점하게 되었고, 오케스트라의 역할이 훨씬 커졌으며, 리하르트 바그너는 그의 '무한 선율'을 추구하면서 아리아와 레치타티보 사이의 거의 모든 구별을 없애는 혁신을 이루었다. 이후 작곡가들은 바그너의 예를 따르는 경향이 있었지만, 《난봉꾼의 행각》의 이고르 스트라빈스키와 같은 일부 작곡가들은 이러한 경향에 저항했다. 오페라에서 오케스트라의 역할 변화에 대해서는 아래 #오케스트라 역할의 변화에서 더 자세히 설명한다.

## 정의
한국어로 옮길 때에는 가극(歌劇)이라는 번역어를 쓰기도 하지만 오페라는 단순히 음악이 많이 사용된 연극을 가리키지는 않는다. 어떤 무대 예술이 과연 오페라의 범주에 속하는지 판가름하기 위해서는 주로 다음의 기준이 쓰인다.
- 이탈리아에서 16세기 말에 나타난 음악 연극의 흐름을 따른다.
- 작품 전체가 작곡되어 있다.

## 역사

### 기원

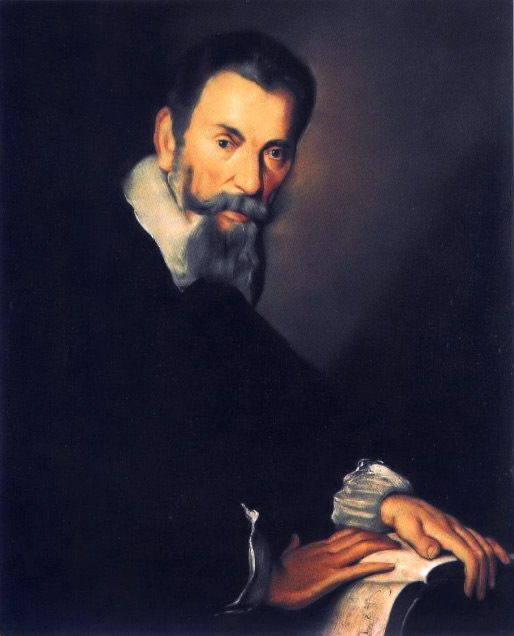
클라우디오 몬테베르디

오페라(opera)라는 단어는 이탈리아어로 "작품"을 의미하며, 이는 행해진 노동과 그 결과물을 모두 포함하는 의미이다. 이탈리아어 단어는 라틴어 opera에서 유래했으며, 이는 "작품"을 의미하는 단수 명사이자 opus의 복수형이다. 옥스포드 영어사전에 따르면, 이 이탈리아어 단어가 "시, 춤, 음악이 결합된 작품"의 의미로 처음 사용된 것은 1639년이며, 영어에서 이 의미로 처음 기록된 사용은 1648년이다.
야코포 페리의 《다프네》는 오늘날 이해되는 오페라로 간주되는 가장 초기의 작품이다. 이 작품은 1597년경에 쓰였으며, 주로 "바르디 카메라타"라는 피렌체의 엘리트 인문주의자 서클의 영감을 받아 탄생했다. 중요한 것은, 《다프네》가 르네상스의 특징인 고대 부활의 광범위한 운동의 일환으로 고전 그리스 드라마를 부활시키려는 시도였다는 점이다. 카메라타의 회원들은 그리스 드라마의 "코러스" 부분이 원래 노래로 불렸을 것이며, 모든 역할의 전체 대본 역시 그랬을 것이라고 생각했다. 따라서 오페라는 이러한 상황을 "복원"하는 방식으로 구상되었다. 그러나 《다프네》는 현재 유실되었다. 페리의 이후 작품인 1600년경에 작곡된 《에우리디체》가 현재까지 전해지는 가장 오래된 오페라 악보이다. 그러나 현재 정식으로 상연되는 초기 오페라의 대표적인 작품은 클라우디오 몬테베르디의 《오르페오》이며, 이는 1607년 만토바 궁정에서 작곡했다. 몬테베르디를 고용한 곤차가 가문의 만토바 궁정은 콘체르토 델레 돈네(1598년까지)의 궁정 가수뿐만 아니라 최초의 실제 "오페라 가수" 중 한 명인 마담 유로파를 고용하면서 오페라의 기원에 중요한 역할을 했다.

### 이탈리아 오페라

#### 바로크 시대

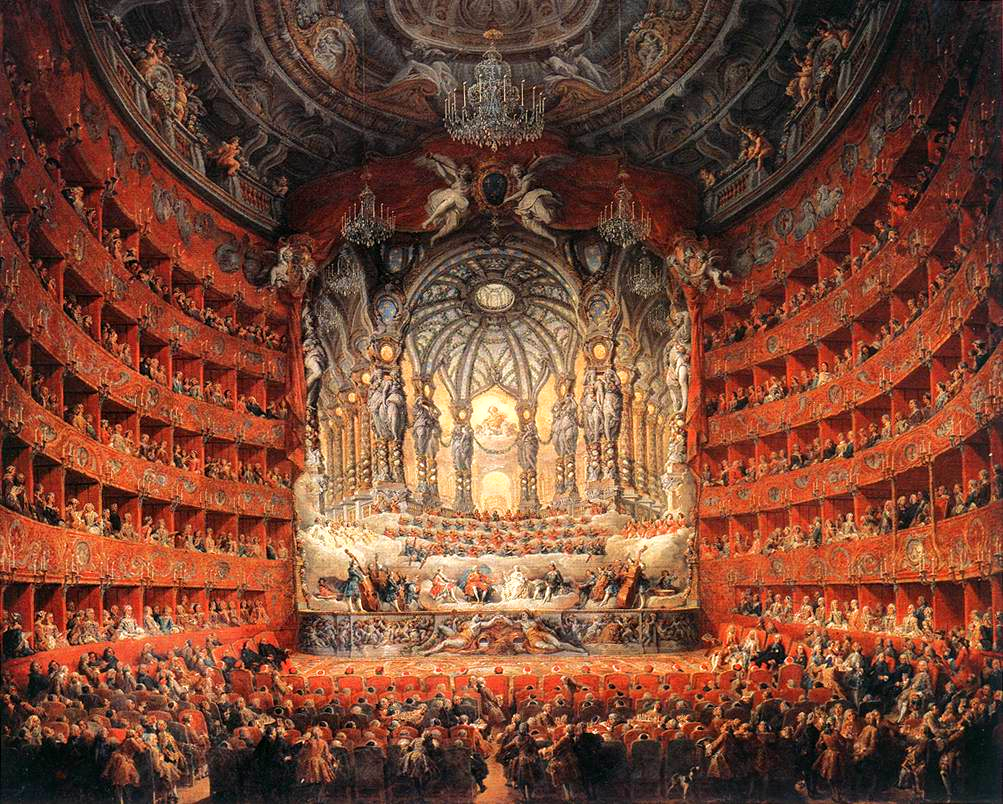
테아트로 아르젠티나 (1747년, 조반니 파올로 파니니, 루브르 박물관)

오페라가 궁정 예술로 국한된 기간은 길지 않다. 1637년, 베네치아에서 티켓 판매로 운영되는 공개 오페라의 "시즌"(주로 사육제 기간 동안) 개념이 등장했다. 몬테베르디는 만토바에서 베네치아로 이주하여 1640년대에 베네치아 극장을 위해 그의 마지막 오페라인 《율리시스의 조국 귀환》과 《포페아의 대관식》을 작곡했다. 그의 가장 중요한 추종자인 프란체스코 카발리는 이탈리아 전역에 오페라를 전파하는 데 기여했다. 이러한 초기 바로크 오페라에서는 광범위한 희극적 요소가 비극적 요소와 혼합되어 일부 지식인들의 감성을 거슬렀고, 이는 오페라의 많은 개혁 운동 중 첫 번째를 촉발시켰다. 이 운동은 시인 피에트로 메타스타시오와 관련된 아르카디아 아카데미가 후원했으며, 그의 대본은 18세기 말까지 이탈리아 오페라의 주요 형태였던 오페라 세리아 장르를 확립하는 데 기여했다. 메타스타시오의 이상이 확고히 자리 잡자, 바로크 시대 오페라의 코미디는 이후 오페라 부파라고 불리는 장르로 분리되었다. 이러한 요소들이 오페라 세리아에서 강제로 분리되기 전에는 많은 대본에 "오페라 속 오페라"와 같은 별도의 코미디 줄거리가 포함되어 있었다. 이는 성장하는 상인 계급의 구성원들(새롭게 부유해졌지만 귀족만큼 세련되지 못한)을 공개 오페라 하우스로 유인하려는 시도 중 하나였다. 이러한 별도의 줄거리들은 이탈리아의 오랜 즉흥 무대 전통인 콤메디아 델라르테에서 부분적으로 파생된 별도로 발전하는 전통에서 거의 즉시 부활되었다. 과거에 연극의 막간에 공연되었던 막간극처럼, 1710년대와 1720년대 나폴리에서 주로 발전한 새로운 희극 장르인 인테르메초는 처음에는 오페라 세리아의 막간에 상연되었다. 그러나 이들은 너무나 인기가 많아 곧 별도의 작품으로 제공되기 시작했다.

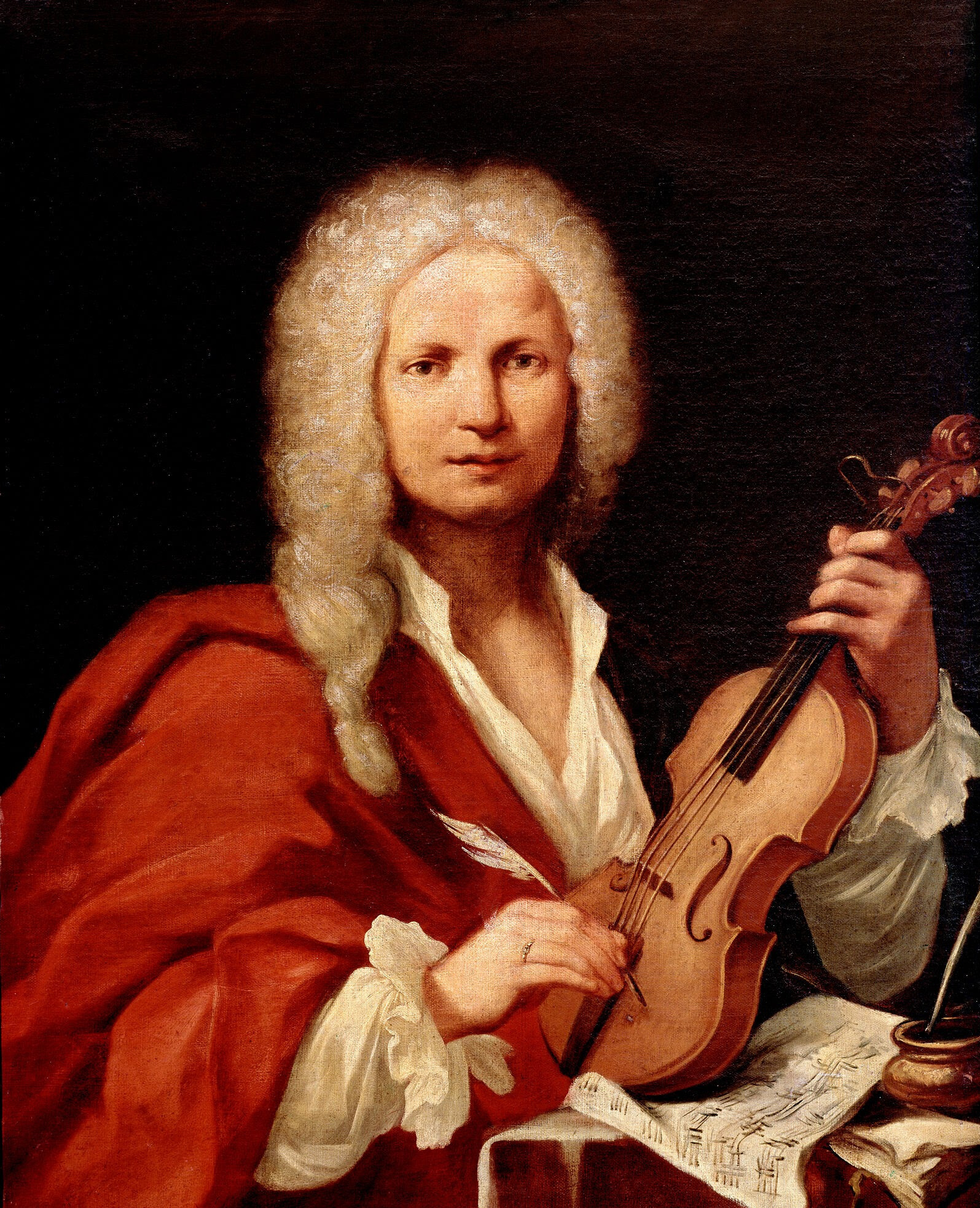
안토니오 비발디, 1723년

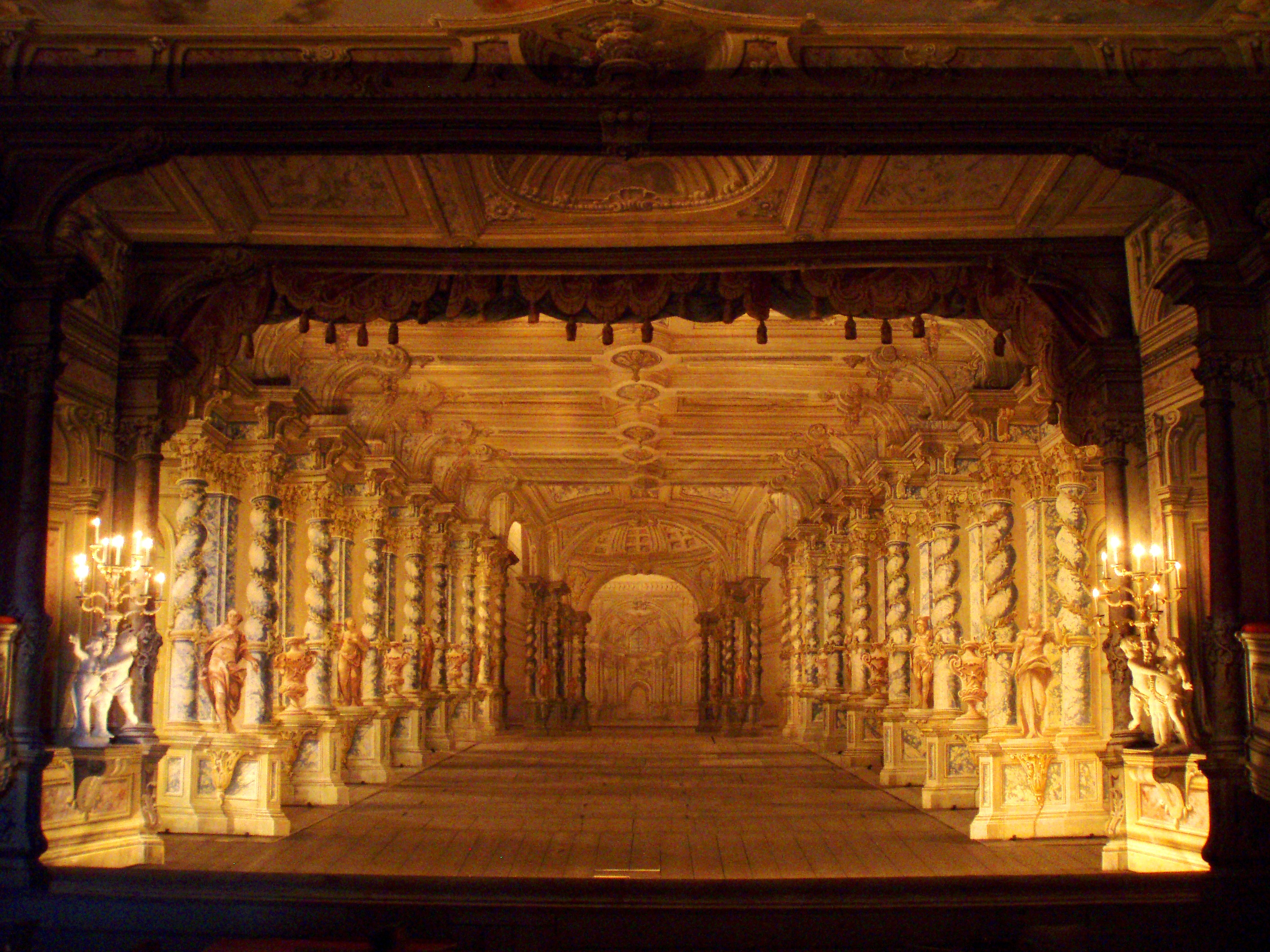
체스키크룸로프에 있는 사설 바로크 극장

오페라 세리아는 숭고한 분위기와 고도로 양식화된 형식을 지니며, 일반적으로 긴 다 카포 아리아와 혼합된 레치타티보 세코로 구성되었다. 이러한 아리아는 화려한 노래에 큰 기회를 제공했으며, 오페라 세리아의 황금기 동안 가수는 진정으로 스타가 되었다. 영웅의 역할은 일반적으로 사춘기 전에 거세되어 목소리가 변성되지 않은 소년들의 높은 음역을 위한 카스트라토 목소리로 작곡되었다. 파리넬리와 세네지노와 같은 카스트라토와 파우스티나 보르도니와 같은 여성 소프라노는 프랑스를 제외한 모든 유럽 국가에서 오페라 세리아가 무대를 지배하면서 큰 인기를 끌었다. 파리넬리는 18세기의 가장 유명한 가수 중 한 명이었다. 이탈리아 오페라는 바로크 시대의 기준을 정립했다. 헨델과 같은 독일 작곡가조차 런던 청중을 위해 《리날도》나 《줄리오 체사레》와 같은 작품을 작곡할 때에도 이탈리아어 리브레토가 일반적이었다. 18세기 말 빈에서 오페라를 작곡했던 모차르트의 오페라처럼 고전주의 시대에도 이탈리아어 리브레토는 지배적인 위치를 유지했다. 주요 이탈리아 태생의 오페라 세리아 작곡가로는 알레산드로 스카를라티, 안토니오 비발디, 니콜라 포르포라 등이 있다.

#### 글루크의 개혁과 모차르트

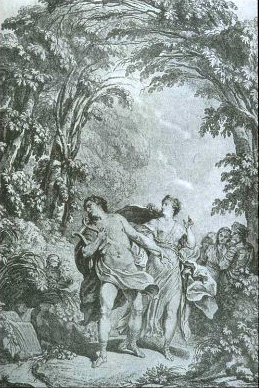
《오르페오와 에우리디체》 빈 초연본 악보의 삽화

오페라 세리아는 약점과 비판을 가지고 있었다. 훌륭하게 훈련된 가수들을 위한 장식적 기교에 대한 취향과 극적 순수성과 통일성을 대신하는 화려한 볼거리의 사용은 비난을 받았다. 프란체스코 알가로티의 《오페라론》(1755)은 글루크의 개혁에 영감을 주었다. 그는 오페라 세리아가 기본으로 돌아가야 하며, 모든 다양한 요소들, 즉 음악(기악 및 성악 모두), 발레, 그리고 무대 연출이 압도적인 드라마에 종속되어야 한다고 주장했다. 1765년 멜히오르 그림은 《백과전서》에 서정적인 시와 오페라 리브레토에 대한 영향력 있는 기사인 "Poème lyrique"를 발표했다. 니콜로 좀멜리와 토마소 트라에타를 포함한 당시의 몇몇 작곡가들은 이러한 이상을 실현하려고 시도했다. 그러나 성공한 첫 번째는 글루크였다. 글루크는 "아름다운 단순성"을 추구하기 위해 노력했다. 이는 그의 첫 개혁 오페라 《오르페오와 에우리디체》에서 분명히 드러나는데, 그의 비기교적인 성악 선율은 단순한 화음과 전반적으로 풍부한 오케스트라 반주에 의해 뒷받침된다.
글루크의 개혁은 오페라 역사 전반에 걸쳐 반향을 일으켰다. 특히 카를 마리아 폰 베버, 모차르트, 바그너는 그의 이상에 영향을 받았다. 여러 면에서 글루크의 후계자인 모차르트는 뛰어난 드라마, 화성, 선율, 대위법 감각을 결합하여 로렌초 다 폰테의 대본으로 일련의 희극 오페라를 작곡했다. 특히 《피가로의 결혼》, 《돈 조반니》, 《코지 판 투테》는 가장 사랑받고 인기 있으며 잘 알려진 오페라 중 하나로 남아 있다. 그러나 오페라 세리아에 대한 모차르트의 기여는 더욱 복합적이었다. 그 당시 오페라 세리아는 쇠퇴하고 있었고, 《이도메네오》와 《티토 황제의 자비》와 같은 훌륭한 작품에도 불구하고, 그는 이 예술 형식을 다시 살리는 데 성공하지 못했다.

#### 벨칸토, 베르디, 베리스모

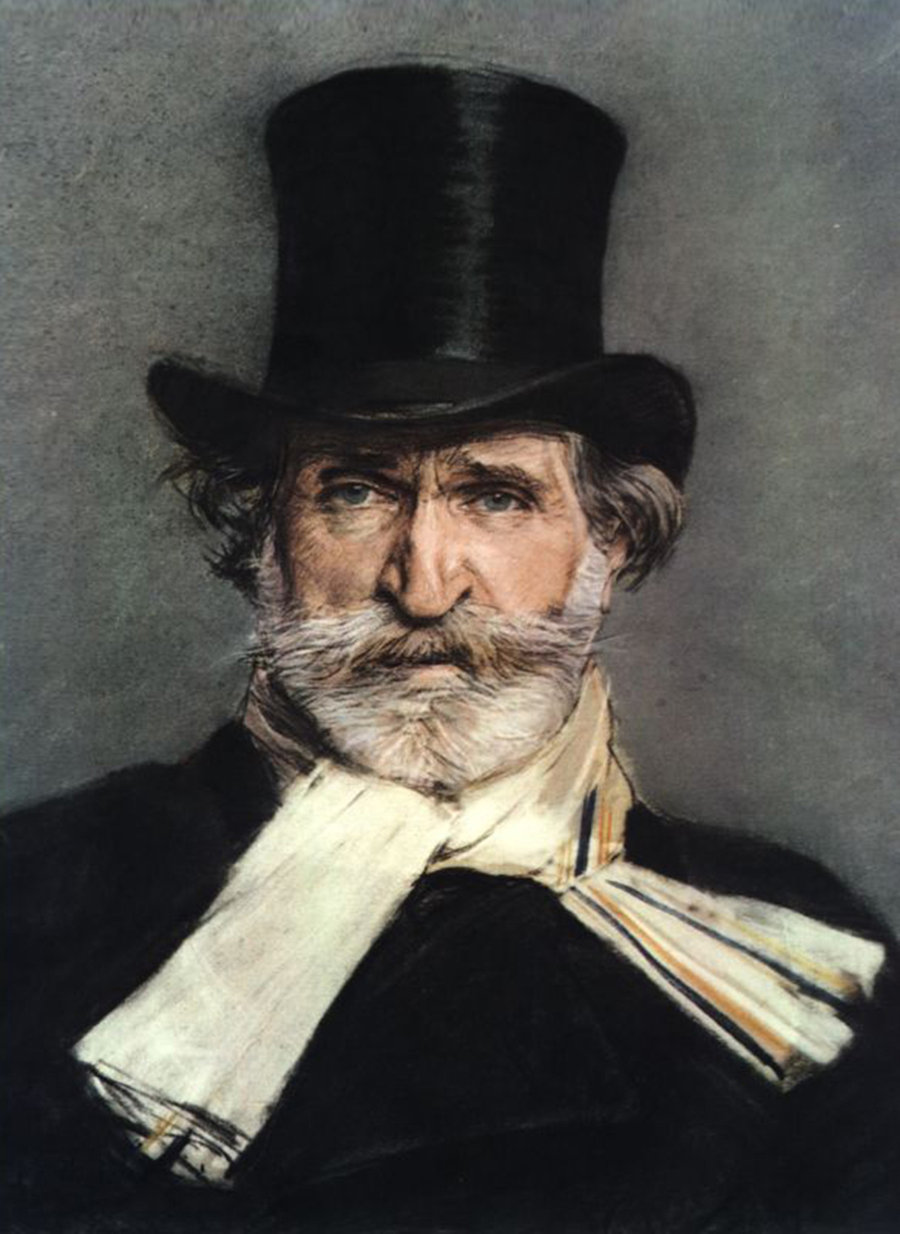
1886년 조반니 볼디니가 그린 주세페 베르디의 초상화

벨칸토 오페라 운동은 19세기 초에 번성했으며, 조아키노 로시니, 빈첸초 벨리니, 가에타노 도니체티, 조반니 파치니, 사베리오 메르사단테 등 여러 작곡가들의 오페라에서 잘 나타난다. 문자 그대로 "아름다운 노래"를 의미하는 벨칸토 오페라는 동명의 이탈리아 양식의 성악 학교에서 유래했다. 벨칸토 선율은 일반적으로 화려하고 복잡하며, 최고의 민첩성과 음정 제어를 요구한다. 벨칸토 스타일의 유명한 오페라로는 로시니의 《세비야의 이발사》와 《라 체네렌톨라》, 벨리니의 《노르마》, 《몽유병의 여인》, 《청교도》, 그리고 도니체티의 《람메르무어의 루치아》, 《사랑의 묘약》, 《돈 파스콸레》 등이 있다.
벨칸토 시대를 거쳐, 《나부코》를 시작으로 주세페 베르디에 의해 더욱 직설적이고 강렬한 스타일이 빠르게 대중화되었다. 이 오페라와 베르디의 경력에서 뒤따른 작품들은 이탈리아 오페라를 혁명적으로 변화시켰다. 로시니와 도니체티의 작품들이 단순히 성악 기교의 과시였던 데 반해, 베르디의 작품들은 극적인 이야기 전달에 중점을 두었다. 베르디의 오페라는 나폴레옹 이후 시대에 성장하는 이탈리아 민족주의 정신에 공명했고, 그는 빠르게 통일 이탈리아를 위한 애국 운동의 상징이 되었다. 1850년대 초, 베르디는 그의 가장 인기 있는 세 편의 오페라, 《리골레토》, 《일 트로바토레》, 《라 트라비아타》를 발표했다. 이 중 《리골레토》는 가장 대담하고 혁명적인 작품임이 입증되었다. 이 작품에서 베르디는 이전에는 없었던 아리아와 레치타티보 사이의 구분을 모호하게 하여, 오페라가 "끝없는 듀엣의 연속"이 되게 했다. 《라 트라비아타》 또한 새로웠다. 이 작품은 고급 매춘부의 이야기를 다루며, 베리스모 또는 "사실주의" 오페라의 요소를 포함한다. 이는 위대한 왕이나 문학 속 인물을 다루기보다는 평범한 삶과 사회의 비극에 초점을 맞추기 때문이었다. 이후 그는 자신의 스타일을 계속 발전시켜, 아마도 가장 위대한 프랑스 그랜드 오페라인 《돈 카를로》를 작곡했으며, 셰익스피어의 영향을 받은 두 작품 《오텔로》와 《팔스타프》로 그의 경력을 마쳤는데, 이 작품들은 19세기 초 이탈리아 오페라가 얼마나 정교하게 발전했는지를 보여준다. 이 두 마지막 작품은 베르디가 오케스트라 편곡에서 가장 뛰어난 실력을 보여주었으며, 매우 영향력 있고 현대적이다. 《팔스타프》에서 베르디는 20세기 내내 오페라를 지배할 형식과 스타일의 탁월한 기준을 제시한다. 길고 늘어지는 선율 대신, 《팔스타프》는 많은 작은 동기와 모토들을 포함하며, 이는 확장되기보다는 도입되었다가 사라지고, 나중에 다시 등장한다. 이러한 동기들은 결코 확장되지 않으며, 관객이 등장인물이 긴 선율을 시작할 것이라고 예상하는 순간, 새로운 등장인물이 새로운 구절을 말하며 등장한다. 이러한 오페라의 양식은 베르디 이후 오페라에 지대한 영향을 미쳤으며, 그의 후계자인 자코모 푸치니, 리하르트 슈트라우스, 벤저민 브리튼에게도 엄청난 영향을 주었다.
베르디 이후, 이탈리아에서는 감상적이고 "사실주의적인" 멜로드라마인 베리스모가 등장했다. 이는 피에트로 마스카니의 《카발레리아 루스티카나》와 루제로 레온카발로의 《팔리아치》에 의해 도입된 스타일로, 이후 자코모 푸치니의 《라 보엠》, 《토스카》, 《나비 부인》과 같은 인기 작품들과 함께 전 세계 오페라 무대를 지배하게 되었다. 베리오와 노노와 같은 후대 이탈리아 작곡가들은 모더니즘을 실험했다.

### 독일어 오페라

모차르트의 《마술피리》 1815년 공연에서 밤의 여왕

최초의 독일 오페라는 하인리히 쉬츠가 1627년에 작곡한 《다프네》였으나, 악보는 현재 남아있지 않다. 이탈리아 오페라는 18세기 말까지 독일어권 국가에서 큰 영향력을 행사했다. 그럼에도 불구하고, 이러한 영향에도 불구하고 토착 형식들이 발전했다. 1644년, 지그문트 슈타덴은 최초의 징슈필인 《제엘레비히》를 제작했는데, 이는 노래와 대화가 교대로 나타나는 인기 있는 독일어 오페라 형식이었다. 17세기 말에서 18세기 초에는 함부르크의 겐제마르크트 극장에서 카이저, 텔레만, 헨델의 독일 오페라가 상연되었다. 그러나 헨델 자신을 비롯한 당시의 주요 독일 작곡가들 대부분은 그라운, 하세, 그리고 나중에 글루크와 마찬가지로 대부분의 오페라를 이탈리아어를 비롯한 외국어로 작곡했다. 귀족 계급을 위해 작곡된 이탈리아 오페라와는 대조적으로, 독일 오페라는 일반적으로 대중을 위해 작곡되었으며 단순한 민요풍 선율을 특징으로 하는 경향이 있었고, 모차르트가 등장하기 전까지는 독일 오페라가 음악적 정교함에서 이탈리아 오페라와 견줄 수 없었다. 아벨 자일러의 극단은 1770년대에 진지한 독일어 오페라를 개척하며 이전의 단순한 음악적 오락과 단절을 이루었다.

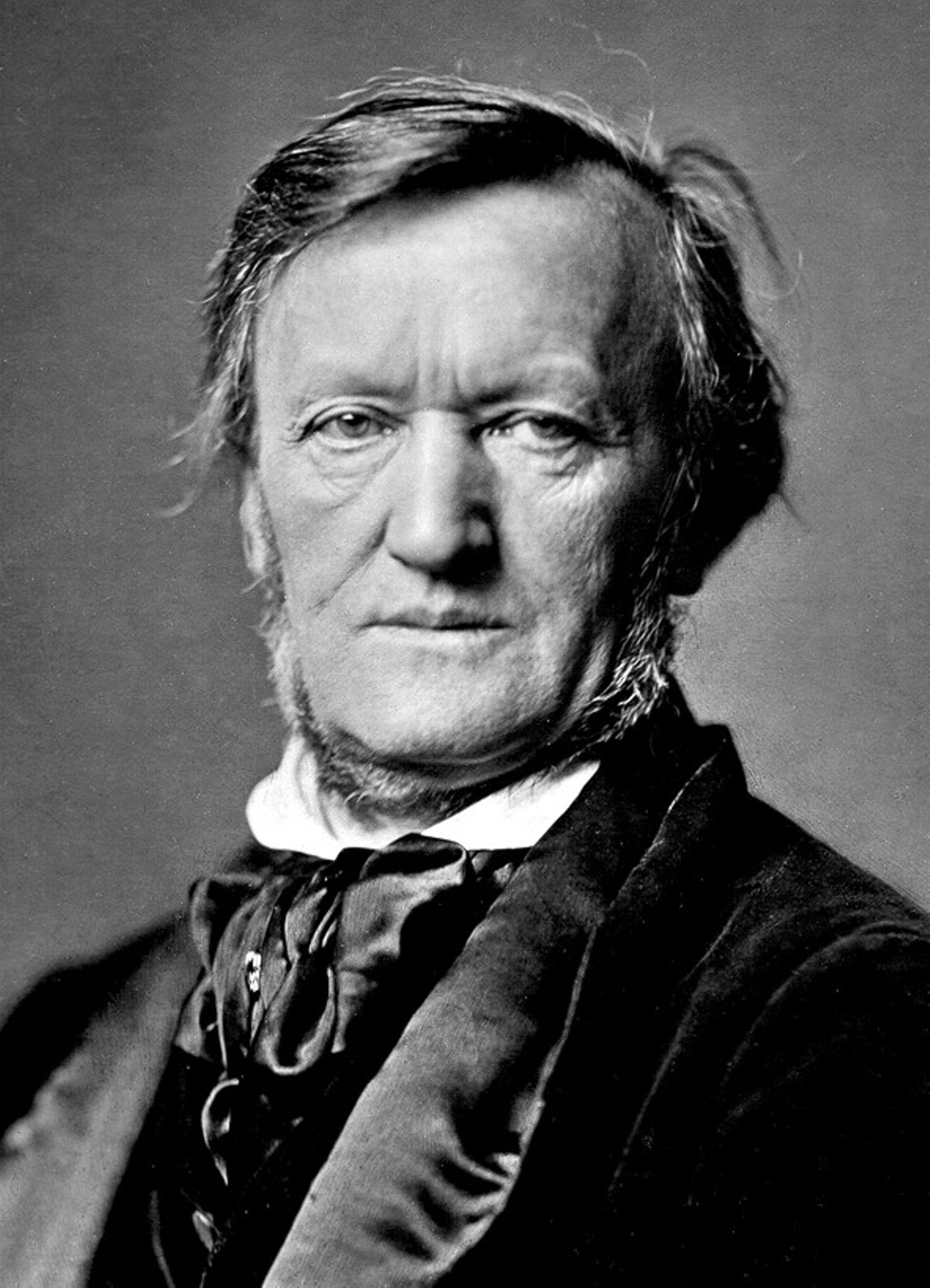
리하르트 바그너

모차르트의 징슈필 《후궁으로부터의 유괴》(1782년)와 《마술피리》(1791년)는 독일 오페라가 국제적인 인정을 받는 데 중요한 돌파구였다. 이러한 전통은 19세기에 프랑스 혁명의 분위기에서 영감을 받은 베토벤의 《피델리오》(1805년)에 의해 발전되었다. 카를 마리아 폰 베버는 이탈리아 벨칸토의 지배에 반대하여 독일 낭만주의 오페라를 확립했다. 그의 《마탄의 사수》(1821년)는 초자연적인 분위기를 조성하는 그의 천재성을 보여준다. 당시 다른 오페라 작곡가로는 마르슈너, 슈베르트, 로르칭 등이 있지만, 가장 중요한 인물은 단연 바그너였다.

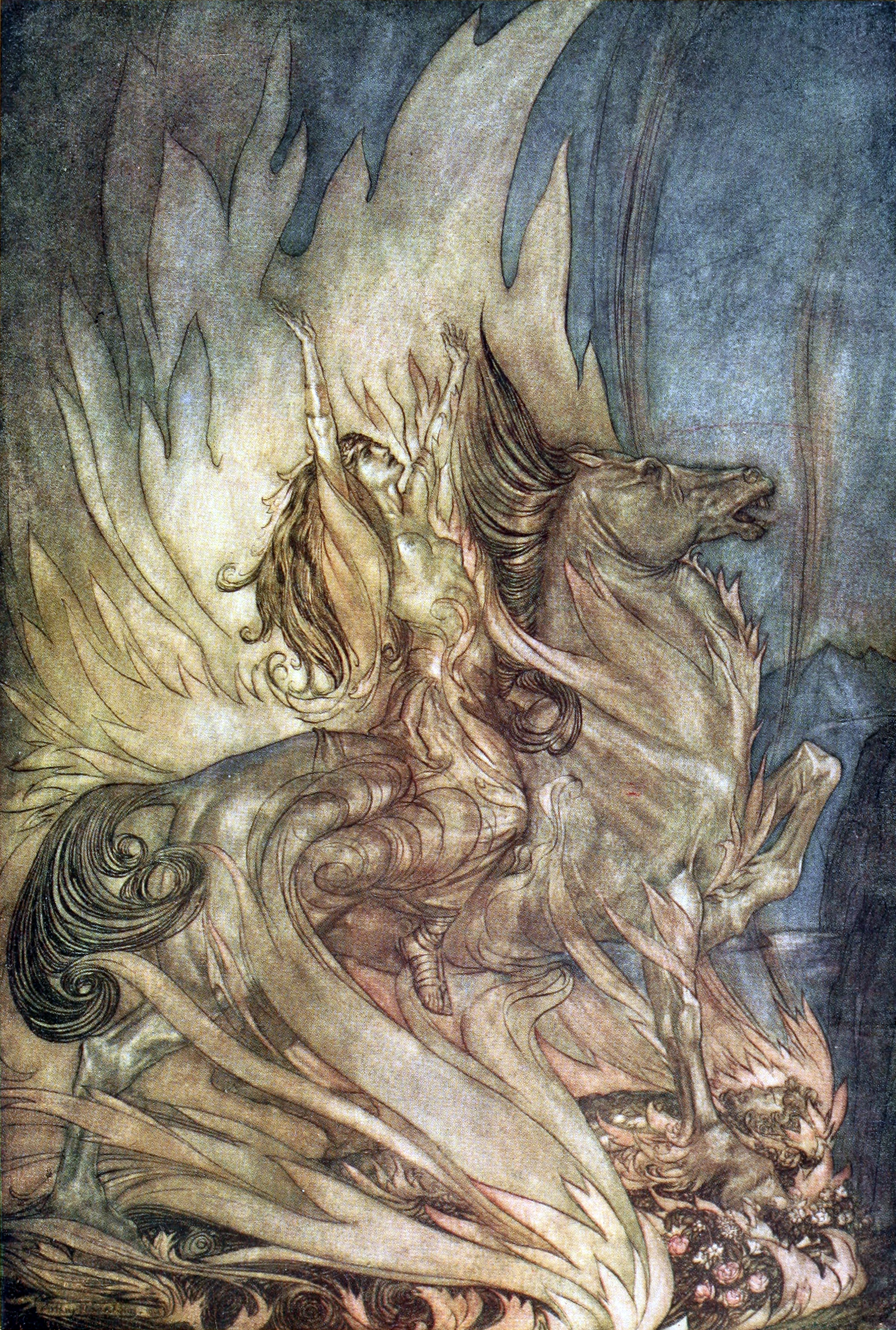
바그너의 《신들의 황혼》에서 브륀힐데가 지크프리트의 장례식 화염에 몸을 던지는 모습

바그너는 음악 역사상 가장 혁명적이고 논란이 많은 작곡가 중 한 명이었다. 그는 베버와 마이어베어의 영향 아래 시작하여, 점차 음악, 시, 회화를 융합한 종합 예술 작품(Gesamtkunstwerk)으로서의 새로운 오페라 개념을 발전시켰다. 그는 오케스트라의 역할과 힘을 크게 강화하여, 드라마의 등장인물과 개념에 자주 연결되는 반복적인 주제(leitmotif)의 복잡한 연결망으로 악보를 만들었다. 이러한 원형은 그의 초기 오페라인 《방황하는 네덜란드인》, 《탄호이저》, 《로엔그린》에서 들을 수 있다. 그는 더 큰 표현력을 추구하면서 조성과 같은 기존의 음악적 관습을 위반하기도 했다. 그의 성숙한 음악극인 《트리스탄과 이졸데》, 《뉘른베르크의 명가수》, 《니벨룽의 반지》, 《파르지팔》에서 그는 아리아와 레치타티보 사이의 구분을 없애고 "무한 선율"의 끊김 없는 흐름을 선호했다. 바그너는 또한 그의 작품에 새로운 철학적 차원을 부여했으며, 이는 대개 게르만족 또는 아서 왕 전설의 이야기들을 기반으로 했다. 마지막으로, 바그너는 바이에른의 루트비히 2세의 후원을 받아 바이로이트에 자신만의 오페라 극장을 건설하여, 그가 원했던 방식으로 자신의 작품만을 공연하는 데 전념했다.
바그너 이후 오페라는 결코 예전과 같지 않았으며, 많은 작곡가들에게 그의 유산은 무거운 짐이 되었다. 반면에 리하르트 슈트라우스는 바그너의 사상을 받아들였지만, 베르디가 도입한 새로운 형식을 통합하여 완전히 새로운 방향으로 나아갔다. 그는 먼저 논란이 많았던 《살로메》와 음조가 극한까지 밀어붙여진 어두운 비극 《엘렉트라》로 명성을 얻었다. 그러고 나서 슈트라우스는 그의 가장 큰 성공작인 《장미의 기사》에서 방향을 틀었는데, 여기서는 모차르트와 빈 왈츠가 바그너만큼 중요한 영향을 미쳤다. 슈트라우스는 시인 후고 폰 호프만스탈의 대본과 함께 매우 다양한 오페라 작품을 계속해서 발표했다. 20세기 초 독일 오페라에 개별적으로 기여한 다른 작곡가로는 알렉산더 폰 쳄린스키, 에리히 코른골트, 프란츠 슈레커, 파울 힌데미트, 쿠르트 바일, 그리고 이탈리아 태생의 페루초 부소니 등이 있다. 아르놀트 쇤베르크와 그의 후계자들의 오페라 혁신은 모더니즘 섹션에서 논의된다.
19세기 후반, 자크 오펜바흐가 작곡한 프랑스어 오페레타의 숭배자였던 오스트리아 작곡가 요한 슈트라우스 2세는 여러 독일어 오페레타를 작곡했으며, 그 중 가장 유명한 것은 《박쥐》였다. 그럼에도 불구하고, 슈트라우스 2세의 오페레타는 오펜바흐의 스타일을 모방하기보다는 분명히 빈 특유의 풍미를 지니고 있었다.

### 프랑스 오페라

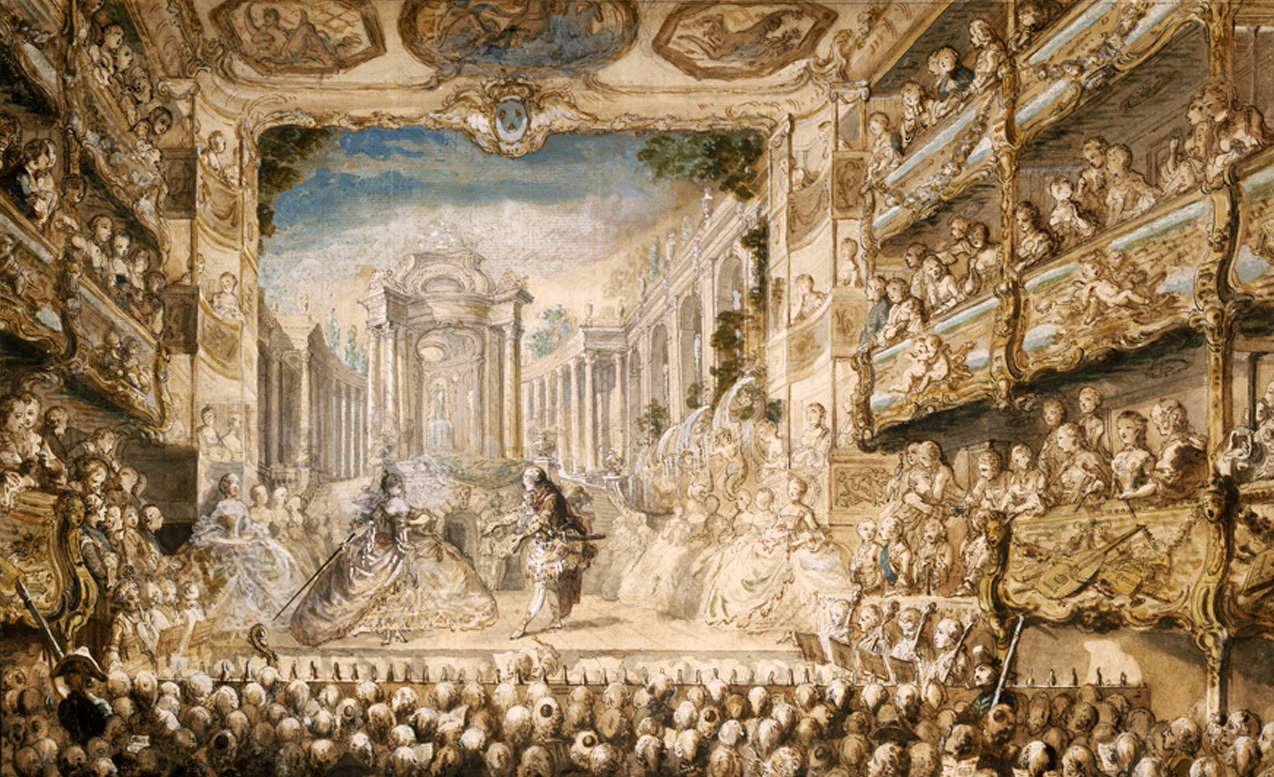
1761년 팔레-로얄 극장에서 륄리의 오페라 《아르미드》가 공연되는 모습

수입된 이탈리아 오페라 작품들과의 경쟁 속에서, 루이 14세 궁정에서 이탈리아 태생의 프랑스 작곡가 장바티스트 륄리에 의해 독자적인 프랑스 전통이 확립되었다. 비록 외국 태생이지만, 륄리는 1672년부터 프랑스 오페라를 독점하고 왕립 음악 아카데미를 설립했다. 《카드무스와 헤르미온》을 시작으로, 륄리와 그의 대본가 필립 퀴노는 춤곡과 합창 음악이 특히 두드러지는 형식인 음악 비극(tragédie en musique)을 창조했다. 륄리의 오페라는 또한 프랑스어의 억양에 맞춘 표현적인 레치타티보에 대한 관심을 보여준다. 18세기에는 륄리의 가장 중요한 후계자인 장필리프 라모가 5편의 음악 비극과 오페라 발레와 같은 다른 장르의 수많은 작품을 작곡했으며, 이들은 모두 풍부한 오케스트라 편곡과 대담한 화성으로 유명하다. 바로크 시대 대부분의 유럽에서 이탈리아 오페라 세리아가 인기를 끌었음에도 불구하고, 프랑스에서는 자국의 오페라 전통이 더 인기를 끌었기 때문에 이탈리아 오페라가 큰 발판을 마련하지 못했다. 라모가 사망한 후, 보헤미아-오스트리아 작곡가 글루크는 1770년대에 파리 무대를 위해 6편의 오페라를 제작하도록 설득되었다. 이들은 라모의 영향을 보여주지만, 단순화되었고 드라마에 더 집중했다. 동시에 18세기 중반에는 또 다른 장르가 프랑스에서 인기를 얻고 있었는데, 바로 오페라 코미크였다. 이는 아리아와 대화가 교대로 나타나는 독일의 징슈필과 유사했다. 이 스타일의 주목할 만한 작품들은 몽시니, 필리도르, 그리고 무엇보다도 그레트리에 의해 제작되었다. 혁명 및 나폴레옹 시대에는 글루크의 추종자들이었던 에티엔 메윌, 루이지 케루비니, 가스파레 스폰티니와 같은 작곡가들이 이 장르에 새로운 진지함을 부여했는데, 이 장르는 어쨌든 완전히 "코믹"하지는 않았다. 이 시기의 또 다른 현상은 혁명적 성공을 기념하는 '선전 오페라'였다. 예를 들어 고세크의 《공화국의 승리》(1793년)가 있다.

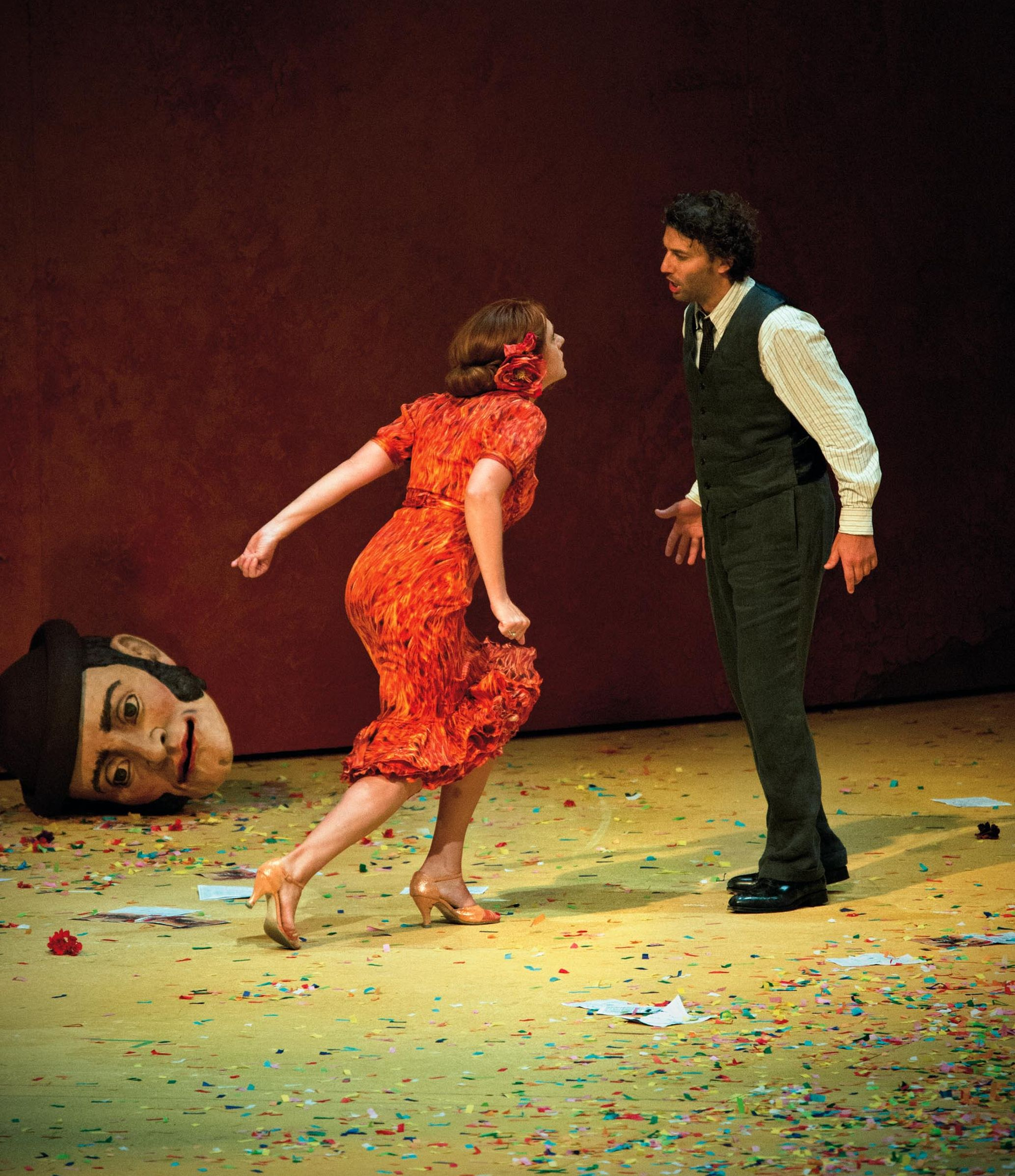
2012년 잘츠부르크 페스티벌에서 《카르멘》의 한 장면을 연기하는 막달레나 코제나와 요나스 카우프만

1820년대에 프랑스에서 글루크의 영향력은 이탈리아 벨칸토에 대한 취향으로 바뀌었고, 특히 조아키노 로시니가 파리에 도착한 이후 더욱 그러했다. 로시니의 《빌헬름 텔》은 그랜드 오페라라는 새로운 장르를 확립하는 데 기여했으며, 이 장르의 가장 유명한 대표자는 또 다른 외국인인 자코모 마이어베어였다. 마이어베어의 《위그노 교도들》과 같은 작품들은 기교적인 노래와 뛰어난 무대 효과를 강조했다. 가벼운 오페라 코미크 또한 보엘디외, 오베르, 에롤드, 아당의 손에서 엄청난 성공을 거두었다. 이러한 분위기 속에서 프랑스 태생의 작곡가 베를리오즈의 오페라는 공연될 기회를 얻기 위해 고군분투했다. 글루크 전통의 정점인 베를리오즈의 대작 《트로이 사람들》은 거의 백 년 동안 완전한 공연이 이루어지지 못했다.
19세기 후반, 자크 오펜바흐는 《지옥의 오르페우스》와 같은 재치 있고 냉소적인 작품으로 오페레타를 창조했으며, 오페라 《호프만 이야기》를 작곡했다. 샤를 구노는 《파우스트》로 큰 성공을 거두었고, 조르주 비제는 《카르멘》을 작곡했는데, 관객들이 낭만주의와 사실주의의 조화를 받아들이자 가장 인기 있는 오페라 코미크가 되었다. 쥘 마스네, 카미유 생상스, 레오 들리브는 모두 오늘날 표준 레퍼토리의 일부로 남아 있는 작품들을 작곡했는데, 예를 들어 마스네의 《마농》, 생상스의 《삼손과 데릴라》, 들리브의 《라크메》가 있다. 그들의 오페라는 또 다른 장르인 리릭 오페라(opéra lyrique)를 형성했는데, 이는 오페라 코미크와 그랜드 오페라를 결합한 것이다. 그랜드 오페라보다 덜 웅장하지만, 오페라 코미크의 대화는 없다. 동시에 리하르트 바그너의 영향은 프랑스 전통에 대한 도전으로 느껴졌다. 많은 프랑스 비평가들은 바그너의 음악극을 격렬하게 거부했지만, 많은 프랑스 작곡가들은 다양한 성공을 거두며 이를 면밀히 모방했다. 아마도 가장 흥미로운 반응은 드뷔시에게서 나왔다. 바그너의 작품에서처럼, 드뷔시의 독특한 오페라 《펠레아스와 멜리장드》(1902년)에서는 오케스트라가 주도적인 역할을 하며, 실제 아리아는 없고 레치타티보만 존재한다. 그러나 드라마는 절제되어 있고 수수께끼 같으며, 바그너적이지 않다.
그 외 주목할 만한 20세기 작곡가로는 라벨, 뒤카스, 루셀, 오네게르, 미요 등이 있다. 프랑시스 풀랑크는 전쟁 후 오페라 중 국제적인 레퍼토리에 정착한 몇 안 되는 작곡가 중 한 명이며(《카르멜회 수녀들의 대화》 포함), 메시앙의 장편 성스러운 드라마 《아시시의 성 프란치스코》(1983년) 또한 광범위한 관심을 끌었다.

### 영어 오페라

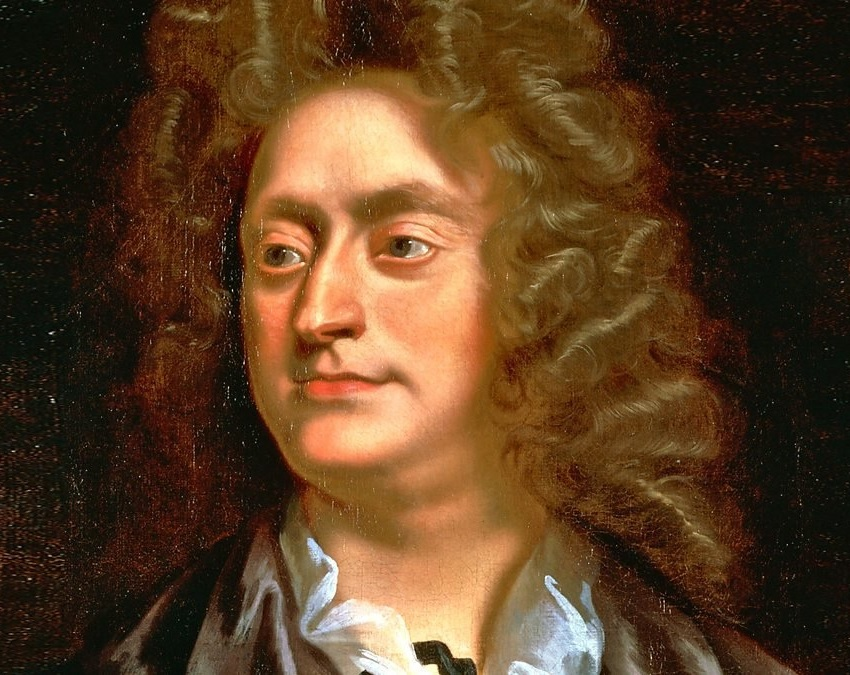
헨리 퍼셀

잉글랜드에서 오페라의 전신은 17세기 지그였다. 이는 연극이 끝난 뒤에 나오는 후속극으로, 자주 명예훼손적이고 스캔들을 담았으며, 주로 인기 있는 곡조에서 가져온 음악에 맞춰 대화가 이뤄졌다. 이런 점에서 지그는 18세기 발라드 오페라의 전신이 된다. 동시에 프랑스의 가면극이 영국 궁정에서 확고한 자리를 잡았는데, 이전에는 볼 수 없었던 더욱 호화로운 장식과 매우 사실적인 무대 장치를 선보였다. 이니고 존스는 이러한 공연의 전형적인 디자이너가 되었고, 이 스타일은 3세기 동안 영국 무대를 지배하게 된다. 이 가면극에는 노래와 춤이 포함되었다. 벤 존슨의 《연인들이 된 사람들》(1617)에서는 "전체 가면극이 이탈리아식으로, 레치타티보 스타일로 노래되었다". 영국 공화국의 도래는 극장을 폐쇄하고 영국 오페라의 설립으로 이어질 수 있었던 모든 발전을 중단시켰다. 그러나 1656년, 극작가 윌리엄 다브난트 경은 《로도스의 포위》를 제작했다. 그의 극장은 드라마를 제작할 허가가 없었기 때문에 그는 여러 주요 작곡가(로스, 쿡, 로크, 콜먼, 허드슨)에게 그 일부에 음악을 붙여달라고 요청했다. 이 성공에 이어 《페루 스페인인의 잔혹함》(1658년)과 《프랜시스 드레이크 경의 역사》(1659년)가 나왔다. 이 작품들은 올리버 크롬웰이 스페인을 비판했기 때문에 장려되었다. 영국 왕정복고와 함께 외국(특히 프랑스) 음악가들이 다시 환영받았다. 1673년, 토마스 섀드웰의 《프시케》는 1671년 몰리에르와 장바티스트 륄리가 제작한 동명의 '코메디-발레'를 본뜬 것이었다. 윌리엄 다브난트는 같은 해에 셰익스피어 연극의 첫 번째 음악적 각색 작품인 《템페스트》를 제작했다(로크와 존슨 작곡). 1683년경, 존 블로는 《비너스와 아도니스》를 작곡했는데, 이는 종종 최초의 진정한 영어 오페라로 간주된다.
블로의 직계 후계자는 더 잘 알려진 헨리 퍼셀이었다. 이탈리아식 레치타티보를 사용하여 극의 전개를 도운 그의 걸작 《디도와 아이네이아스》(1689년)의 성공에도 불구하고, 퍼셀의 최고 작품 대부분은 전형적인 오페라 작곡에 몰두한 것이 아니라, 대신 세미 오페라 형식의 제약 내에서 작업했다. 이 형식은 독립된 장면과 가면극이 대화극의 구조 안에 포함된 것으로, 퍼셀의 《요정 여왕》(1692년)의 셰익스피어 작품이나 《예언자》(1690년)와 《본두카》(1696년)의 프랜시스 보몽과 존 플레처 작품이 그 예이다. 연극의 주요 등장인물들은 음악 장면에 관여하지 않는 경향이 있어, 퍼셀이 노래를 통해 등장인물을 발전시킬 기회는 거의 없었다. 이러한 제약에도 불구하고, 그의 목표(그리고 그의 협력자 존 드라이든의 목표)는 영국에서 진지한 오페라를 확립하는 것이었지만, 퍼셀이 36세의 젊은 나이로 사망하면서 이러한 희망은 끝이 났다.

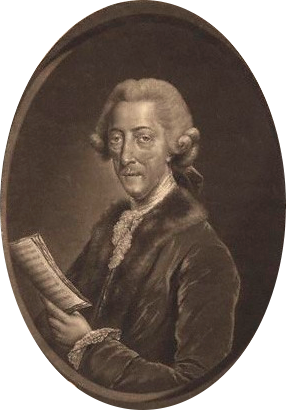
토마스 아른

퍼셀 이후, 영국에서 오페라의 인기는 수십 년 동안 시들해졌다. 1730년대에 오페라에 대한 관심이 다시 살아났는데, 이는 주로 토마스 아른의 작품과 그가 헨델에게 영어 대규모 작품의 상업적 가능성을 알린 데 기인한다. 아른은 1760년 《토마스와 샐리》로 가장 큰 성공을 거두며 이탈리아 스타일의 전체 노래 희극 오페라를 실험한 최초의 영국 작곡가였다. 그의 오페라 《아르탁세르크세스》(1762년)는 본격적인 오페라 세리아를 영어로 작곡하려는 첫 시도였으며, 1830년대까지 무대에서 큰 성공을 거두었다. 아른은 이탈리아 오페라의 많은 요소를 모방했지만, 당시 이탈리아의 영향을 넘어 자신만의 독특하고 분명히 영국적인 목소리를 창조할 수 있었던 유일한 영국 작곡가였을 것이다. 그의 현대화된 발라드 오페라 《마을의 사랑》(1762년)은 19세기까지 이어지는 파스티슈 오페라 유행을 시작했다. 찰스 버니는 아른이 "퍼셀이나 헨델, 즉 모든 영국 작곡가들이 약탈하거나 모방했던 그들과는 완전히 다른 가볍고, 시원하고, 독창적이고, 즐거운 멜로디를 도입했다"고 썼다.

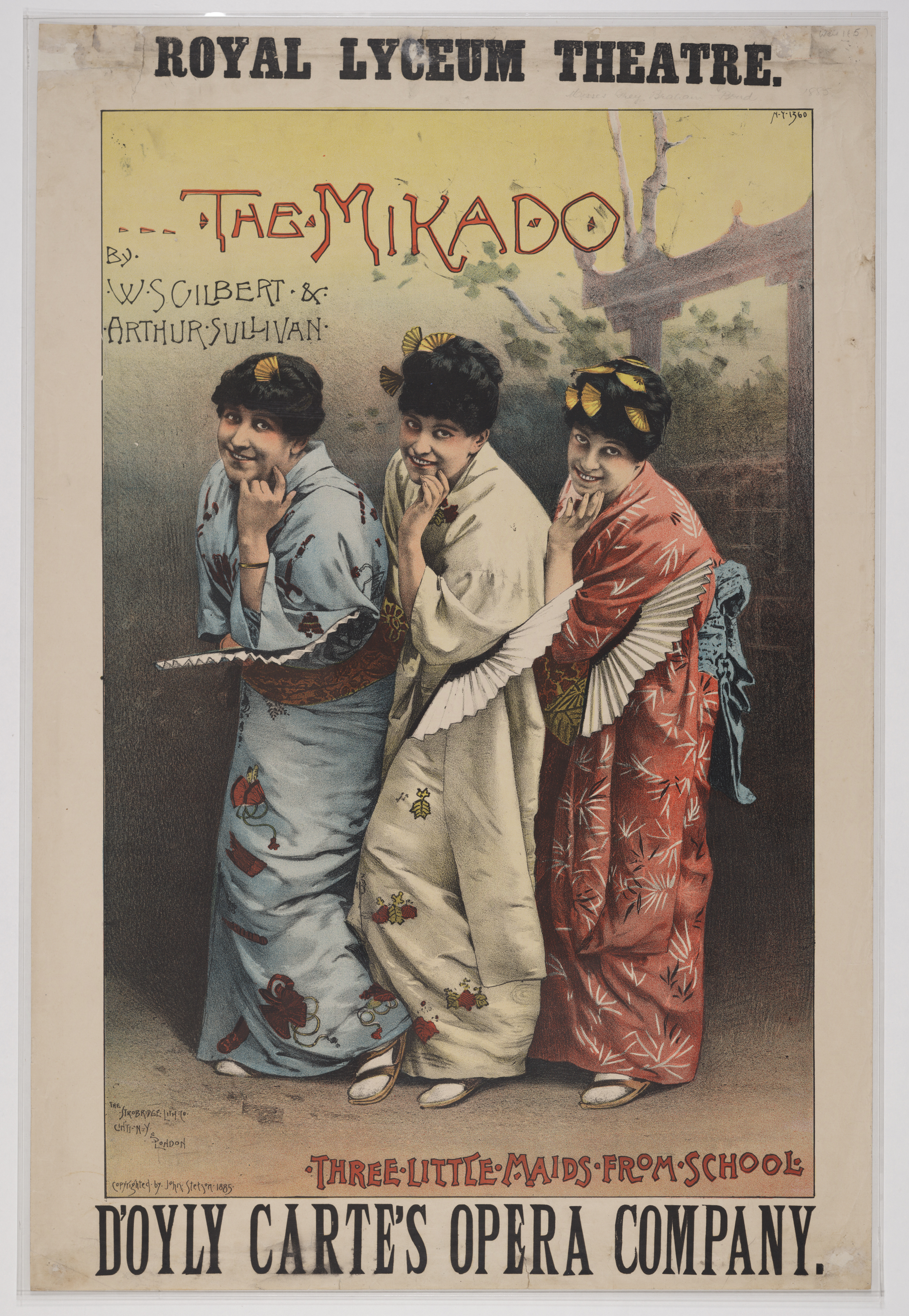
미카도 (석판화)

아른 외에 이 시기 영국 오페라를 지배한 또 다른 세력은 헨델이었다. 그의 오페라 세리아는 런던 오페라 무대를 수십 년 동안 채웠고, 이탈리아 모델을 사용하여 작곡한 존 프레데릭 램프와 같은 국내 작곡가들에게 영향을 미쳤다. 이러한 상황은 18세기와 19세기 내내 계속되었고, 마이클 윌리엄 발프의 작품, 위대한 이탈리아 작곡가들, 그리고 모차르트, 베토벤, 마이어베어의 오페라가 영국 음악 무대를 계속 지배했다.
유일한 예외는 존 게이의 《거지 오페라》(1728년)와 같은 발라드 오페라, 음악 버레스크, 유럽 오페레타, 그리고 후기 빅토리아 시대의 경가극, 특히 길버트와 설리번의 《사보이 오페라》였다. 이 모든 유형의 음악 오락은 오페라의 관습을 자주 풍자했다. 이러한 장르들은 19세기 후반에 독립적이지만 밀접하게 관련된 뮤지컬 예술의 출현에 크게 기여했다. 설리번은 단 하나의 그랜드 오페라인 《아이반호》를 작곡했다(1876년경부터 여러 젊은 영국 작곡가들의 노력을 따른 것). 그러나 그는 자신의 경가극조차도 19세기 중반부터 1870년대까지 런던 무대를 지배했던 프랑스 오페레타(대개 서투른 번역으로 공연됨)를 대체하기 위한 "영국" 오페라 학파의 일부를 구성한다고 주장했다. 런던의 데일리 텔레그래프도 이에 동의하며, 《근위병》을 "진정한 영국 오페라, 바라건대 많은 다른 오페라들의 선구자이자 아마도 국가적인 서정 무대로의 진보를 의미하는 것"이라고 묘사했다. 설리번은 1890년대에 G&S 시리즈보다 더 진지한 성격의 경가극 몇 편을 제작했는데, 여기에는 《해던 홀》과 《뷰티 스톤》이 포함된다. 그러나 《아이반호》(155회 연속 공연, 교대 캐스트 사용 – 브로드웨이의 《라 보엠》까지 기록)는 그의 유일한 그랜드 오페라로 남아 있다.
20세기에 들어서 영어 오페라는 더욱 독립성을 주장하기 시작했다. 특히 레이프 본 윌리엄스와 벤저민 브리튼의 작품들이 그러했는데, 브리튼은 오늘날에도 표준 레퍼토리에 남아 있는 일련의 작품들에서 뛰어난 극적 감각과 탁월한 음악성을 보여주었다. 최근에는 해리슨 버트위슬 경이 그의 첫 오페라 《펀치와 주디》부터 가장 최근의 비평적 성공작인 《미노타우로스》에 이르기까지 영국에서 가장 중요한 현대 작곡가 중 한 명으로 떠올랐다. 21세기 첫 10년 동안, 초기 버트위슬 오페라의 대본가였던 마이클 나이먼은 《고야를 향하여》, 《사람과 소년: 다다》, 《사랑은 계산한다》를 포함한 오페라 작곡에 집중하고 있다. 오늘날에는 토마스 아데스와 같은 작곡가들이 계속해서 영어 오페라를 해외로 수출하고 있다.
또한 20세기에는 조지 거슈윈(포기와 베스), 스콧 조플린(트리모니샤), 레너드 번스타인(캉디드), 잔 카를로 메노티, 더글러스 무어, 칼라일 플로이드와 같은 미국 작곡가들이 대중 음악 스타일의 터치를 가미한 영어 오페라를 기고하기 시작했다. 이들 뒤를 이어 필립 글래스(해변의 아인슈타인), 마크 아다모, 존 코릴리아노(베르사유의 유령들), 로버트 모란, 존 애덤스(닉슨 인 차이나), 앙드레 프레빈, 제이크 헤기와 같은 작곡가들이 등장했다. 미시 마졸리, 케빈 퍼츠, 톰 시풀로, 후앙 루오, 데이비드 T. 리틀, 테런스 블랜처드, 제니퍼 히그던, 토비아스 피커, 마이클 칭, 앤서니 데이비스, 리키 이안 고든과 같은 21세기 현대 오페라 작곡가들이 많이 등장했다.

### 러시아 오페라

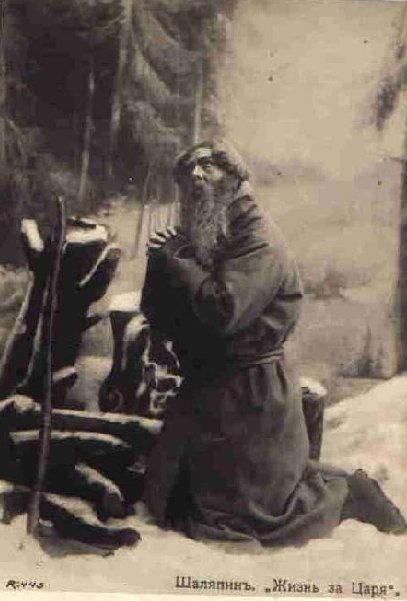
글린카의 《차르를 위한 삶》에서 표도르 샬리아핀이 이반 수사닌으로 분장한 모습

오페라는 1730년대에 이탈리아 오페라 극단에 의해 러시아에 전해졌고, 곧 러시아 황실과 귀족들의 중요한 오락이 되었다. 발다사레 갈루피, 파이시엘로, 사르티, 치마로사 (및 기타 여러 작곡가들)와 같은 많은 외국 작곡가들이 러시아로 초대되어 새로운 오페라를 작곡했는데, 대부분은 이탈리아어로 되어 있었다. 동시에 막심 베레조프스키와 드미트리 보르트니안스키와 같은 일부 우크라이나 출신 국내 음악가들은 오페라 작곡을 배우기 위해 해외로 보내졌다. 러시아어로 쓰여진 최초의 오페라는 이탈리아 작곡가 프란체스코 아라야의 《체팔과 프로크리스》(1755년)였다. 러시아어 오페라의 발전은 러시아 작곡가 바실리 파시케비치, 예프스티그네이 포민, 베르스토프스키에 의해 지원되었다.
그러나 러시아 오페라의 진정한 탄생은 미하일 글린카와 그의 두 위대한 오페라 《차르를 위한 삶》(1836년)과 《루슬란과 류드밀라》(1842년)와 함께 찾아왔다. 그 후 19세기 러시아에서는 다르고미시스키의 《루살카》와 《돌의 손님》, 모데스트 무소륵스키의 《보리스 고두노프》와 《호반시나》, 보로딘의 《이고르 공》, 차이콥스키의 《예브게니 오네긴》과 《스페이드의 여왕》, 그리고 림스키코르사코프의 《눈 아가씨》와 《사트코》와 같은 오페라 걸작들이 쓰여졌다. 이러한 발전은 더 넓은 슬라브 필리아 운동의 일환으로 예술 전반에 걸쳐 러시아 민족주의가 성장하는 것을 반영했다.
20세기에 러시아 오페라의 전통은 세르게이 라흐마니노프의 《인색한 기사》와 《프란체스카 다 리미니》, 이고르 스트라빈스키의 《나이팅게일》, 《마브라》, 《오이디푸스 렉스》, 《난봉꾼의 행각》, 세르게이 프로코피예프의 《도박사》, 《세 개의 오렌지에 대한 사랑》, 《불의 천사》, 《수도원에서의 약혼》, 《전쟁과 평화》, 그리고 쇼스타코비치의 《코》와 《므첸스크의 레이디 맥베스》, 에디손 데니소프의 《날들의 거품》, 그리고 알프레트 시닛케의 《바보와의 삶》과 《도르파의 요한 파우스텐》을 포함한 많은 작곡가들에 의해 발전되었다.

### 체코 오페라
체코 작곡가들도 19세기부터 독자적인 활발한 국가 오페라 운동을 발전시켰는데, 이는 베드르지흐 스메타나로부터 시작되었다. 그는 국제적으로 인기 있는 《팔려간 신부》를 포함하여 여덟 편의 오페라를 작곡했다. 스메타나의 여덟 편의 오페라는 체코 오페라 레퍼토리의 초석을 다졌지만, 이 중 《팔려간 신부》만이 작곡가의 고향 밖에서 정기적으로 공연된다. 1892년 빈에, 1895년 런던에 도착한 이 오페라는 빠르게 전 세계 모든 주요 오페라단의 레퍼토리가 되었다.

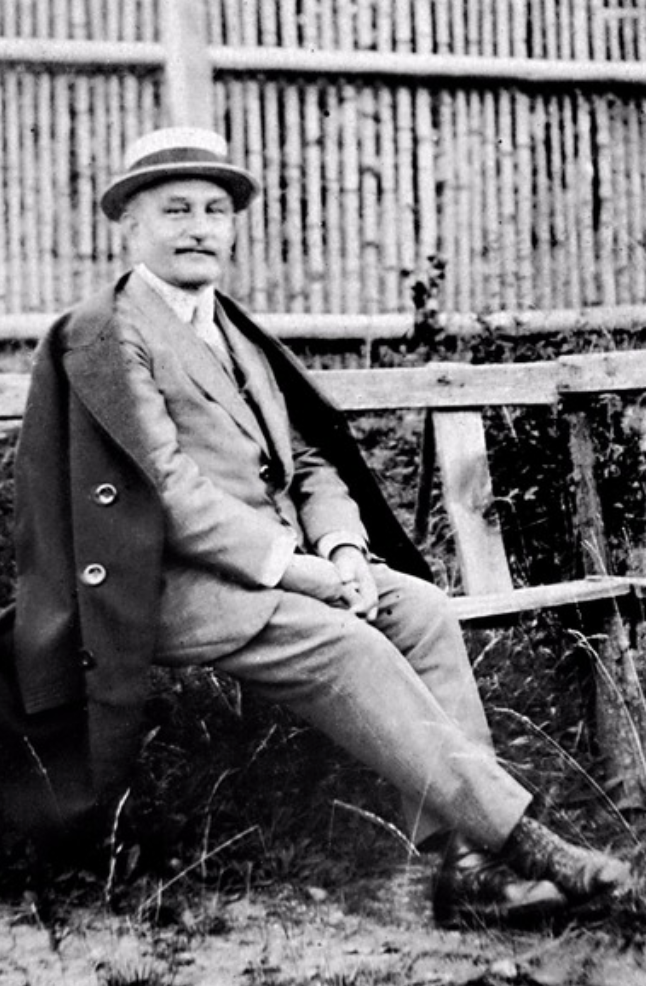
1917년의 레오시 야나체크

드보르자크의 아홉 편의 오페라는 첫 번째 작품을 제외하고는 모두 체코어 대본을 사용했으며, 그의 일부 합창 작품처럼 체코 민족 정신을 전달하려는 의도를 가졌다. 오페라 중 가장 성공적인 작품은 단연 《루살카》이며, 이 작품에는 유명한 아리아 "Měsíčku na nebi hlubokém"("달에게 바치는 노래")가 포함되어 있다. 이 작품은 체코 외의 현대 오페라 무대에서도 자주 공연된다. 이는 작품들의 불균등한 창의성과 대본, 그리고 아마도 무대 요구 사항 때문일 것이다. 《야코빈》, 《아르미다》, 《반다》, 《디미트리》는 침략군을 묘사하기에 충분한 큰 무대가 필요하다.

스메타나의 《팔려간 신부》 악보

야나체크는 20세기 혁신적인 작품들로 국제적인 인정을 받았다. 그의 후기 성숙한 작품들은 1904년 브르노에서 초연된 오페라 《예누파》에서 처음 나타났듯이, 자신의 초기 민속 음악 연구를 현대적이고 매우 독창적인 종합으로 통합했다. 《예누파》(종종 "모라비아 민족 오페라"라고 불림)가 1916년 프라하에서 성공을 거두면서 야나체크는 세계 주요 오페라 무대에 진출할 수 있었다. 야나체크의 후기 작품들은 가장 유명하다. 여기에는 《카탸 카바노바》와 《영리한 새끼 암여우》와 같은 오페라, 《소교향곡》, 그리고 《글라골 미사》가 포함된다.

### 기타 국가 오페라
스페인 또한 사르수엘라라고 알려진 독자적인 오페라 형식을 만들었으며, 이는 두 차례의 전성기를 가졌다. 첫 번째는 17세기 중반부터 18세기 중반까지, 두 번째는 1850년경부터 시작되었다. 18세기 후반부터 19세기 중반까지 이탈리아 오페라는 스페인에서 엄청난 인기를 누리며 토착 형식을 대체했다.
러시아 동유럽에서는 여러 국가 오페라가 등장하기 시작했다. 우크라이나 오페라는 세멘 훌락-아르테모프스키 (1813–1873)에 의해 발전되었으며, 그의 가장 유명한 작품인 《자포로제츠 자 두나엠》(다뉴브 너머의 코사크)은 전 세계에서 정기적으로 공연된다. 다른 우크라이나 오페라 작곡가로는 미콜라 리센코(타라스 불바와 나탈카 폴타프카)가 있다. 헤오르히 마이보로다와 율리 메이투스도 이 분야에 기여했다. 세기 전환기에는 자카리아 팔리아슈빌리의 주도 아래 조지아에서도 독자적인 국가 오페라 운동이 나타나기 시작했는데, 그는 현지 민요와 이야기를 19세기 낭만주의 고전 주제와 융합시켰다.

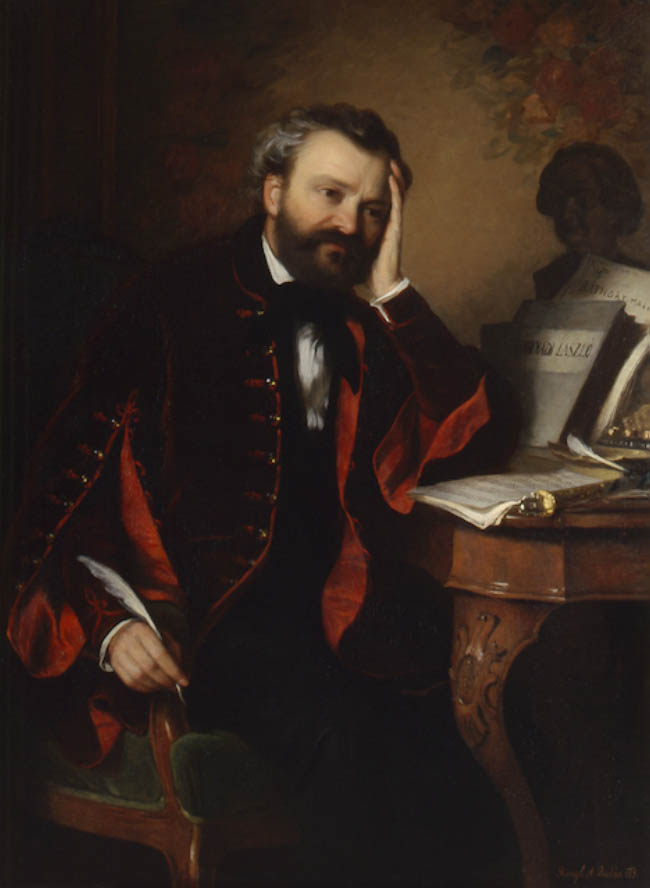
헝가리 오페라의 아버지 에르켈 페렌츠

19세기 헝가리 국가 오페라의 핵심 인물은 에르켈 페렌츠였으며, 그의 작품들은 주로 역사적 주제를 다루었다. 그의 가장 자주 공연되는 오페라로는 《후냐디 라즐로》와 《방크 반》이 있다. 가장 유명한 현대 헝가리 오페라는 벨러 버르토크의 《푸른 수염의 공작의 성》이다.
스타니스와프 모니우슈코의 오페라 《스트라슈니 드보르》(영어로는 유령의 저택) (1861–64년)은 19세기 폴란드 국립 오페라의 정점을 나타낸다. 20세기에는 시마노프스키의 《로저 왕》과 펜데레츠키의 《우부 렉스》 등 폴란드 작곡가들이 만든 다른 오페라들이 있었다.
튀르키예 (구 오스만 제국)에서 알려진 최초의 오페라는 1868년 아르메니아인 작곡가 티그란 추하시안이 작곡하고 1873년에 부분적으로 공연된 아르메니아 오페라 《아르샤크 2세》였다. 이 작품은 1945년 아르메니아에서 전곡이 무대에 올려졌다.

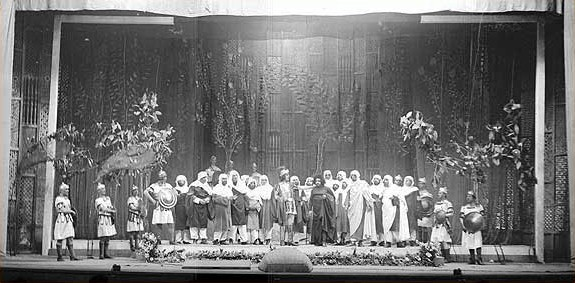
위제이르 하즈배요프의 《레일리와 메지눈》 오페라의 한 장면, 아제르바이잔 국립 아카데미 오페라 발레 극장 (1934년)

소련 초창기에는 아제르바이잔 작곡가 위제이르 하즈배요프의 《코롤루》(1937년)와 같은 새로운 국립 오페라가 등장했다. 최초의 키르기스 오페라인 아이-추레크는 1939년 5월 26일 볼쇼이 극장에서 키르기스 예술의 10년 행사 중 모스크바에서 초연되었다. 이 오페라는 블라디미르 블라소프, 압딜라스 말디바예프, 블라디미르 페레가 작곡했다. 대본은 좀마트 보콘바예프, 유수프 투루스베코프, 키바니치베크 말리코프가 썼다. 이 오페라는 키르기스의 영웅 서사시인 마나스를 바탕으로 한다.
이란에서는 19세기 후반 서양 클래식 음악이 도입된 후 오페라가 더 많은 주목을 받았다. 그러나 1967년 루다키 홀 건설로 다양한 무대 작품 상연이 가능해지면서 이란 작곡가들이 이 분야를 실험하기 시작한 것은 20세기 중반에 이르러서였다. 아마도 가장 유명한 이란 오페라는 2000년대 초에야 초연된 로리스 체크나보리안의 《로스탐과 소흐랍》일 것이다.
중국 현대 클래식 오페라는 전통 중국 오페라와는 다른 서양식 오페라의 중국어 형태로, 1945년 《백발마녀》로 거슬러 올라간다.
라틴 아메리카에서는 유럽 식민지화의 결과로 오페라가 시작되었다. 아메리카 대륙에서 쓰여진 최초의 오페라는 1701년 스페인 태생의 페루 작곡가 토마스 데 토레혼 이 벨라스코의 《라 푸르푸라 데 라 로사》였다. 10년 후인 1711년, 멕시코 작곡가 마누엘 데 수마야의 《파르테노페》는 라틴 아메리카에서 태어난 작곡가가 쓴 최초의 오페라였다(음악은 현재 소실됨). 포르투갈어 대본으로 된 최초의 브라질 오페라는 엘리아스 알바레스 로보의 《상 조앙의 밤》이었다. 그러나 안토니우 카를루스 고메스는 일반적으로 가장 뛰어난 브라질 작곡가로 평가받으며, 《과라니》와 같이 브라질 주제를 다룬 이탈리아어 대본 오페라로 이탈리아에서 상당한 성공을 거두었다. 아르헨티나의 오페라는 20세기 테아트로 콜론의 개장 이후 부에노스아이레스에서 발전했으며, 에토레 파니자의 오페라 《오로라》는 이민으로 인해 이탈리아 전통의 영향을 강하게 받았다. 아르헨티나의 다른 중요한 작곡가로는 펠리페 보에로와 알베르토 히나스테라가 있다.

### 현대, 최근, 모더니즘 경향

#### 모더니즘
오페라에서 모더니즘의 가장 명확한 스타일적 표현은 아마도 무조성의 발전일 것이다. 오페라에서 전통적인 조성으로부터의 이탈은 리하르트 바그너로부터 시작되었으며, 특히 트리스탄 화음에서 두드러진다. 리하르트 슈트라우스, 드뷔시, 푸치니, 힌데미트, 브리튼, 피츠너와 같은 작곡가들은 더욱 극단적인 반음계 사용과 더 큰 불협화음 사용으로 바그너의 화성을 더욱 발전시켰다. 모더니스트 오페라의 또 다른 측면은 길고 늘어지는 선율에서 짧고 빠른 동기로의 전환인데, 이는 베르디가 그의 《팔스타프》에서 처음으로 보여주었다. 슈트라우스, 브리튼, 쇼스타코비치, 스트라빈스키와 같은 작곡가들은 이 스타일을 채택하고 확장했다.

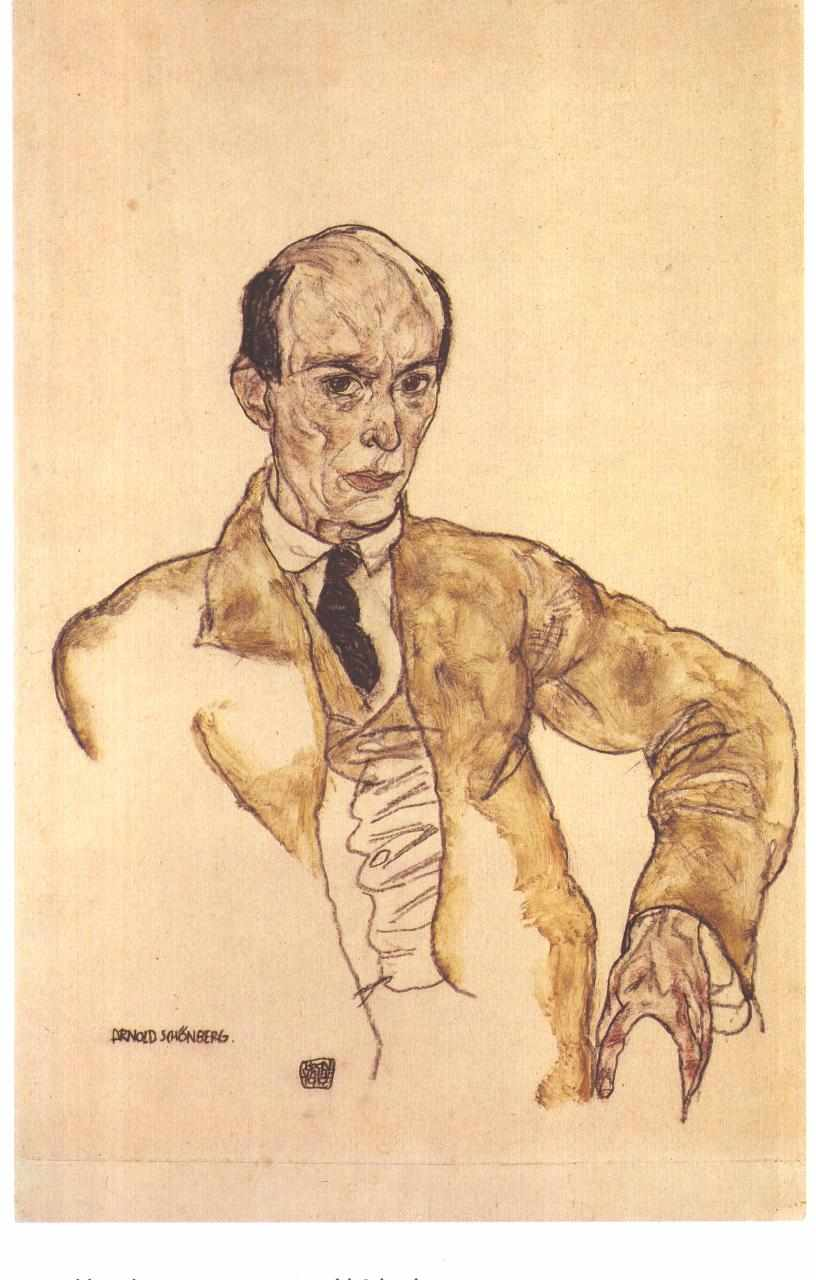
1917년의 아르놀트 쇤베르크, 에곤 실레의 초상화

오페라의 모더니즘은 두 명의 빈 작곡가, 즉 아르놀트 쇤베르크와 그의 학생 알반 베르크의 오페라에서 진정으로 시작되었다. 이들은 모두 무조성과 그 이후의 발전(쇤베르크가 개발한)인 12음 기법의 작곡가이자 옹호자였다. 쇤베르크의 초기 음악극 작품인 《기대》(1909년 작곡, 1924년 초연)와 《행운의 손》은 반음계적 화음과 전반적인 불협화음을 많이 사용한다. 쇤베르크는 또한 때때로 슈프레히슈티메를 사용했다.
쇤베르크의 제자인 알반 베르크의 두 오페라 《보체크》(1925년)와 《룰루》(1935년 사망 시 미완성)는 위에서 설명한 많은 동일한 특징들을 공유한다. 그러나 베르크는 쇤베르크의 12음 기법에 대한 그의 매우 개인적인 해석을 보다 전통적인 조성을 지닌 선율적 부분(상당히 말러적 성격)과 결합시켰는데, 이는 아마도 그의 오페라들이 논란이 많은 음악과 줄거리에도 불구하고 표준 레퍼토리에 남아 있는 이유를 부분적으로 설명해 줄 것이다. 쇤베르크의 이론은 그의 기법을 직접적으로 사용하지 않았더라도 이후 수많은 오페라 작곡가들에게 (직접 또는 간접적으로) 영향을 미쳤다.

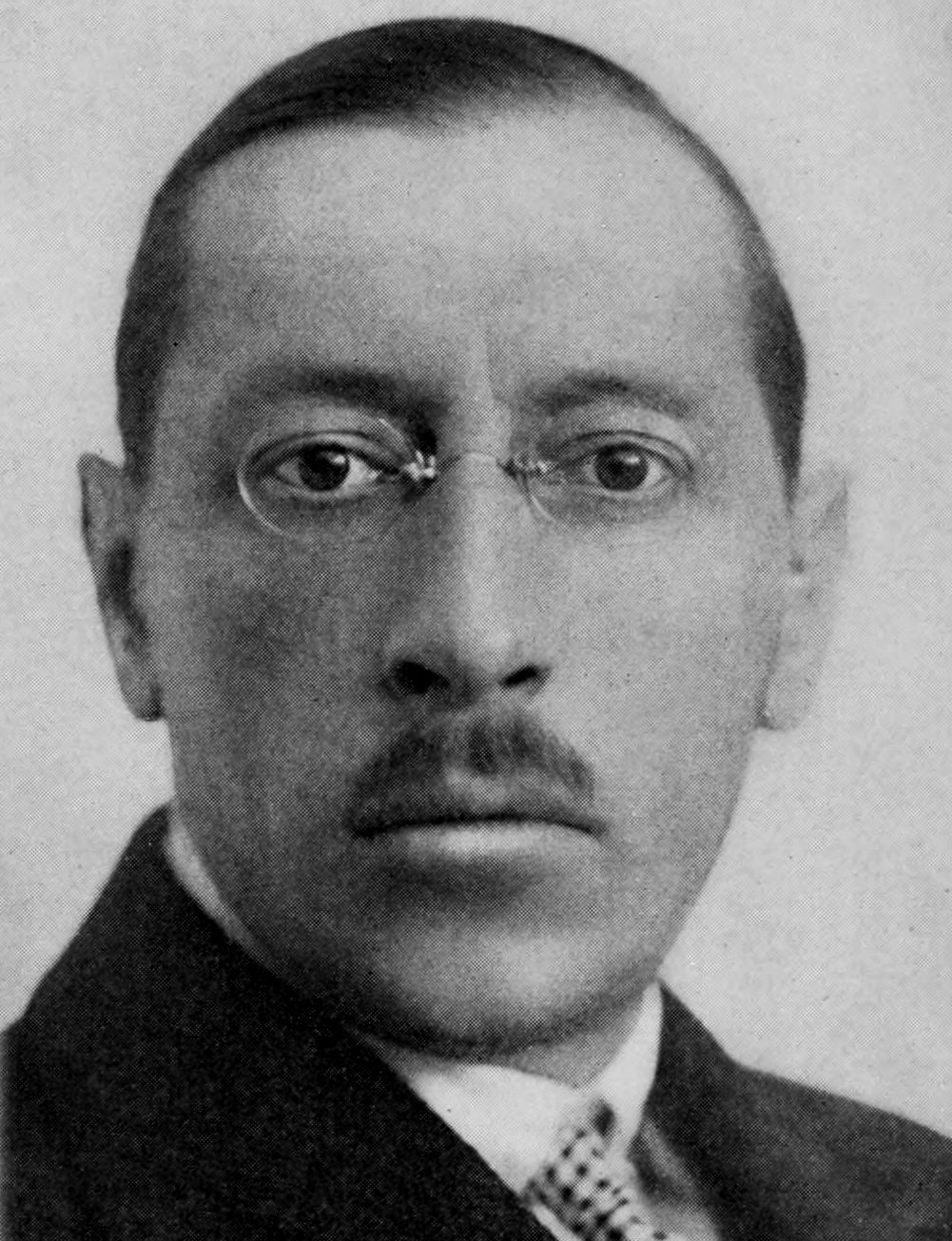
1921년의 이고르 스트라빈스키

그리하여 영향을 받은 작곡가로는 영국인 벤저민 브리튼, 독일인 한스 베르너 헨체, 그리고 러시아인 드미트리 쇼스타코비치가 있다. (필립 글래스 또한 무조성을 사용하지만, 그의 스타일은 일반적으로 미니멀리즘으로 묘사되며, 이는 보통 또 다른 20세기 발전으로 간주된다.)
그러나 오페라 모더니즘의 무조성 사용은 신고전주의 형태의 반발을 불러일으켰다. 이 운동의 초기 선두주자는 페루초 부소니였는데, 그는 1913년에 그의 신고전주의 넘버 오페라 《아를레키노》(1917년 초연)의 대본을 썼다. 또한 선두에 있었던 인물은 러시아의 스트라빈스키였다. 댜길레프가 제작한 발레 《페트루시카》(1911년)와 《봄의 제전》(1913년)을 작곡한 후, 스트라빈스키는 신고전주의로 전환했는데, 이는 그의 오페라-오라토리오 《오이디푸스 렉스》(1927년)에서 절정에 달했다. 스트라빈스키는 이미 그의 초기 발레의 모더니즘 경향에서 벗어나 오페라로 완전히 분류되지는 않지만, 분명히 많은 오페라적 요소를 포함하는 소규모 작품들을 제작했는데, 여기에는 《레나르》(1916년: "노래와 춤이 있는 풍자극")와 《병사의 이야기》(1918년: "읽고, 연주하고, 춤추는 것"; 두 경우 모두 설명과 지시는 작곡가의 것이다)가 포함된다. 후자에서는 배우들이 악기 반주에 맞춰 지정된 리듬으로 대화의 일부를 낭송하는데, 이는 오래된 독일 장르인 멜로드라마와 기이하게도 유사하다. 림스키코르사코프의 영향을 받은 《나이팅게일》(1914년)과 《마브라》(1922년) 이후에도 스트라빈스키는 음렬 기법을 계속 무시하다가 마침내 완전한 18세기 스타일의 온음계 넘버 오페라 《난봉꾼의 행각》(1951년)을 작곡했다. 음렬주의에 대한 그의 저항(쇤베르크 사망 후 그는 이러한 태도를 바꾸었다)은 다른 많은 작곡가들에게 영감을 주었다.

#### 기타 경향
20세기 전체에 걸쳐 오페라와 일반 오케스트라 레퍼토리에서 나타난 공통적인 경향은 비용 절감 조치로 인해 더 작은 오케스트라를 사용하는 것이다. 거대한 현악 섹션, 여러 대의 하프, 추가 혼, 이국적인 타악기를 갖춘 웅장한 낭만 시대 오케스트라는 더 이상 실현 가능하지 않았다. 20세기 내내 정부와 민간 예술 후원이 감소하면서, 새로운 작품들은 종종 더 작은 예산으로 의뢰되고 공연되었으며, 이는 종종 실내악 규모의 작품이나 짧은 1막 오페라로 이어졌다. 벤저민 브리튼의 많은 오페라는 13명 정도의 악기 연주자를 위해 편곡되었고, 마크 아다모의 2막짜리 《작은 아씨들》은 18명의 악기 연주자를 위해 편곡되었다.
20세기 후반 오페라의 또 다른 특징은 현대 역사 오페라의 등장이다. 이는 더 먼 과거의 역사, 현대의 허구적 이야기나 연극, 또는 신화나 전설에 오페라의 배경을 두는 전통과는 대조적이다. 존 애덤스의 《클링호퍼의 죽음》, 《닉슨 인 차이나》, 《닥터 아토믹》, 제이크 헤기의 《죽은 자가 걸어온다》, 마크-앤서니 터니지의 《안나 니콜》, 로빈 데 라프의 《미스 먼로를 기다리며》는 오페라에 등장하는 인물들이 초연 당시 살아있었던 최근의 실제 사건들을 무대화한 예시이다.
미국의 메트로폴리탄 오페라 (종종 Met으로 불림)는 2011년에 관객의 평균 연령이 60세라고 보고했다. 많은 오페라단들은 20세기 후반부터 클래식 음악 관객의 노령화라는 큰 추세를 막기 위해 젊은 관객들을 유치하려고 노력했다. 이러한 노력의 결과로 멧 오페라 관객의 평균 연령은 2018년에 58세로 낮아졌으며, 베를린 국립 오페라의 평균 연령은 54세, 파리 국립 오페라는 48세로 보고되었다. 뉴욕 타임스 비평가 앤서니 토마시니는 "표준 레퍼토리에 지나치게 얽매인 회사들"은 젊고 더 호기심 많은 관객들에게 도달하지 못한다고 제안했다.
미국의 소규모 회사들은 더 취약한 존재이며, 그들은 보통 주 및 지방 정부, 지역 기업, 그리고 모금 행사로부터의 "누더기 같은 지원"에 의존한다. 그럼에도 불구하고, 일부 소규모 회사들은 새로운 관객을 끌어들이는 방법을 찾아냈다. 오페라 공연의 라디오 및 텔레비전 방송은 새로운 관객을 확보하는 데 어느 정도 성공을 거두었지만, 영화관으로의 라이브 공연 방송은 새로운 관객에게 도달할 잠재력을 보여주었다.

#### 뮤지컬에서 오페라로의 회귀
1930년대 후반부터 일부 뮤지컬은 더욱 오페라적인 구조를 갖추기 시작했다. 이러한 작품들은 복잡한 다성 앙상블을 포함하며, 당대의 음악적 발전을 반영한다. 재즈 스타일의 영향을 받은 《포기와 베스》(1935년)와 광범위한 서정적 구절과 오페라를 풍자하는 익살스러운 패러디가 특징인 《캉디드》(1956년)는 모두 브로드웨이에서 초연되었지만 오페라 레퍼토리의 일부로 받아들여졌다. 《쇼보트》, 《웨스트 사이드 스토리》, 《브리가둔》, 《스위니 토드》, 《열정》, 《에비타》, 《광장의 빛》, 《오페라의 유령》 등과 같은 인기 뮤지컬들은 복잡한 음악을 통해 극적인 이야기를 전달하며, 2010년대에는 종종 오페라 극장에서도 공연된다. 《가장 행복한 친구》(1952년)는 준오페라적인 작품으로 뉴욕시 오페라단에 의해 부활되었다. 《토미》(1969년)와 《지저스 크라이스트 슈퍼스타》(1971년), 《레 미제라블》(1980년), 《렌트》(1996년), 《스프링 어웨이크닝》(2006년), 《나타샤, 피에르 & 1812년의 위대한 혜성》(2012년)과 같은 다른 록 음악의 영향을 받은 뮤지컬들도 스루 컴포지션, 대화 대신 레치타티보, 라이트모티프와 같은 다양한 오페라적 관습을 사용한다.

### 오페라의 음향 보강
일부 현대 콘서트홀과 극장에서 오페라가 공연될 때 사용되는 미묘한 유형의 전자 음향 보강을 음향 보강이라고 한다. 주요 오페라 하우스 중 "... 대부분 또는 모든 가수에게 무선 마이크가 장착되어 극장 곳곳에 흩어진 보기 흉한 스피커 시리즈로 믹싱되는 전통적인 브로드웨이 스타일의 사운드 보강 시스템을 사용하지 않지만", 많은 곳에서 음향 보강과 무대 밖 목소리, 아동 가수, 무대 위 대화, 음향 효과(예: 《토스카》의 교회 종소리 또는 바그너 오페라의 천둥 효과)의 미묘한 증폭을 위해 음향 강화 시스템을 사용한다.

## 종류

### 오페라 세리아(opera seria)
오페라 부파와 대립되는 말이며, 정가극(正歌劇)이라 번역되기도 한다. 제재를 신화나 영웅의 전설에서 구한 서정적 비극이며, 음악적으로는 중창이나 합창을 포함하기는 하지만 아리아에 중점을 두고 그것을 드라마틱한 레치타티보로 접속해 간다는 방법이 취해진다. 그리하여 무엇보다도 우선 소리의 아름다움을 돋보이게 하려는 생각을 조성하여 벨 칸토 창법이라든가 다 카포 아리아를 낳게 된다. 그리고 그것은 결국 주역을 무엇보다 중요시하는 이탈리아 오페라의 전통적 성격을 확립하게 된다. 그 뒤 몇 번의 변천을 거듭하였지만, 오페라 세리아는 마침내 오페라 역사의 주류를 이루었다. 한편 오페라 세리아가 그 독자의 명칭과 양식을 확립한 것은 18세기 나폴리파의 오페라 작곡가들의 노력에 의한다. 그들은 그 때까지의 번잡한 오페라를 정리하여 서정비극의 성격을 철저히 하려고 이 오페라 세리아를 가져왔다.

### 오페라 부파(opera buffa)
오페라 세리아와 대립되는 말로서, 희가극 또는 가극이라고 번역되기도 하지만 오페레타나 오페라 코미크와는 내용을 달리한다. 18세기 나폴리파의 오페라가 서정비극으로서의 오페라를 목적으로 한 데서 이 때까지 내포하고 있던 막간 광대조인 에피소드를 버리고 인테르메초(간주곡)로 독립하여, 드디어 오페라 부파로 성장하기에 이르렀다. 성립된 유래에서 이미 명백하듯이 오페라 세리아가 신화나 전설에 제재를 구한 데 반하여, 보다 자유로운 제재로 풍자를 포함하고 있는 일이 많다. 그 때문에 당시 점차로 세력을 잡기 시작한 신흥계급에 환영받아 융성하게 되었다. 음악적으로는 중창이 많이 쓰였고, 특히 피날레에 놓인 대규모의 앙상블에서는 충실한 음악을 듣게 된다. 작품으로는 아직도 막간 광대조인 성격을 남기고 있는 페르골레시의 《마님이 된 하녀》가 있다.

### 그랜드 오페라(grand opera)
넓은 뜻으로 이해하면 비극적인 제재로 된 대규모의 오페라라고 하겠으나, 프랑스어의 ‘grand opera’는 개념으로서는 오페라 코미크에 대립되는 것이고 음악적으로는 발레나 합창의 중시, 나아가서는 스펙터클하고 화려한 무대를 특징으로 갖추고 있다. 이는 프랑스의 오페라가 루이 왕조의 비호 아래 육성되었다는 사실 및 프랑스 사람의 기호와 깊은 관계가 있다. 이 프랑스의 그랜드 오페라는 19세기 전반까지 이탈리아의 오페라 세리아와 더불어 다소 변화를 보이면서 음악사 상 중요한 역할을 해왔으나, 결국은 시대정신의 진보에 따르지 못하게 되었으며 예컨대 무대효과만을 의도한 것 같은 작품을 낳게 되고 말았다. 이 그랜드 오페라 역사의 최후에 위치하는 작곡가로서 마이어베어를 들 수 있다. 그리고 그랜드 오페라의 정신과 작법을 잘 소화하여 독자적인 오페라를 확립한 사람이 베르디이다.

### 음악극
독일어 ‘Musikdrama’의 역어이다. 가창 중심의 오페라에 대한 미학적인 비판과 반성으로 발생한 음악극의 한 형식이라 할 수 있다. 바그너에 의하여 창시되었고, 그의 음악극의 몇 편과 그 양식을 계승한 리하르트 슈트라우스 등의 작품을 총칭하여 음악극이라고 부르는 관습이 있게 됐다. 그리고 음악적 특징으로는 이 때까지의 오페라에서와 같이 아리아나 중창으로 일단 음악이 끝나는 것을 피하고, 1막을 통하여 음악이 끊임없이 진행되는 일, 오케스트라의 표현 범위가 확대되어 보다 복잡하고 대규모로 되어 있는 일 등을 들 수 있다. 대본의 사상적 내용이 중시되어, 보다 고도의 환상적인 내용, 극 중 인물들의 섬세한 감정표현 및 정신세계의 이해가 요구되었다. 그리고 문학적·연극적 요소와 음악적 요소를 보다 긴밀하고 보다 고차원에서 결합시키려고 한 것이 악극이다.

### 오페레타(operetta)
이탈리아어 ‘operetta’는 작은 오페라를 뜻하나, 희가극이라고 번역되는 일이 많다. 19세기 프랑스에서 오펜바흐가 코믹한 이야기와 알기 쉬운 음악으로 가벼운 오페라를 작곡하였고, 사람들에게 환영받은 데서 오페레타의 역사는 시작되었다. 따라서 독자적인 양식은 지니지 않았지만, 오펜바흐의 영향을 받은 주페가 《보카치오》 등의 작품을 발표하여 빈 오페레타의 기초를 구축하였다.

### 오페라 코미크(opera comique)
본질적으로는 그랜드 오페라에 대립되는 것이나, 지금은 일반적으로 코믹한 내용이나 줄거리가 없는 작품일지라도 레치타티보로 하지 않고 이야기로 되는 대사와 노래로 엮어지는 프랑스풍의 오페라를 오페라 코미크라 한다. 따라서 내용은 참으로 비극적인 것이나, 비제의 〈카르멘〉은 오페라 코미크의 대표작이다.(요즈음은 대사의 부분을 레치타티보로 하여 연주되는 일도 많다.)

## 오페라 성부
오페라 성악 기술은 전자 증폭 장치가 없던 시절에, 가수가 오케스트라 소리 위로 들릴 수 있을 만큼 충분한 음량을 낼 수 있도록 발전했으며, 악기 연주자들은 음량을 크게 조절할 필요가 없었다.

### 성악 분류
가수와 그들이 맡은 역할은 테시투라, 민첩성, 파워 및 음색에 따라 성부 유형으로 분류된다. 남성 가수는 음역에 따라 베이스, 베이스바리톤, 바리톤, 바리테너, 테너, 카운터테너로 분류될 수 있으며, 여성 가수는 콘트랄토, 메조소프라노, 소프라노로 분류된다. (남성들이 "여성" 성역에서 노래하는 경우도 있는데, 이 경우 이들은 소프라니스트 또는 카운터테너로 불린다. 카운터테너는 오페라에서 흔히 볼 수 있으며, 때로는 어린 나이에 높은 음역을 갖기 위해 거세된 남성인 카스트라토를 위해 쓰여진 부분을 노래한다.) 가수들은 다시 크기에 따라 분류되는데, 예를 들어 소프라노는 리릭 소프라노, 콜로라투라, 수브레트, 스핀토, 드라마틱 소프라노로 묘사될 수 있다. 이러한 용어들은 노래하는 목소리를 완전히 설명하지는 않지만, 가수의 목소리를 가수의 성악적 특성에 가장 적합한 역할과 연결시킨다.
연기 기술이나 요구 사항에 따라 또 다른 세부 분류가 가능하다. 예를 들어, 바소 부포는 종종 패터 송 전문가이자 희극 배우여야 한다. 이는 독일어권 국가들의 파흐 시스템에서 자세히 다루어지는데, 역사적으로 오페라와 연극은 종종 같은 레퍼토리 극단에서 상연되었다.
특정 가수의 목소리는 평생 동안 급격히 변할 수 있으며, 30대까지, 때로는 중년까지도 성악적으로 완전히 성숙하지 않는 경우가 많다. 프랑스의 두 성악 유형인 프리미에 뒤가종과 되지엠 뒤가종은 루이즈-로잘리 르페브르 (뒤가종 부인)의 경력의 연속적인 단계를 따서 명명되었다. 파리 국립 오페라의 스타 캐스팅 시스템에서 유래한 다른 용어로는 바리통-마르탱과 콘넬리 팔콩 소프라노 팔콩이 있다.

### 성부의 역사적 사용
다음은 간략한 개요이다. 자세한 내용은 소프라노, 메조소프라노, 콘트랄토, 테너, 바리톤, 베이스, 카운터테너, 카스트라토를 참조하라.
소프라노 목소리는 18세기 후반 이래로 오페라의 여성 주인공을 위한 주된 선택으로 사용되어 왔다. 그 이전에는 어떤 여성 목소리나 심지어 카스트라토가 그 역할을 부르는 것이 흔했다. 현재의 넓은 음역 강조는 주로 고전주의 시대의 발명품이었다. 그 이전에는 음역이 아니라 성악 기교가 우선이었으며, 소프라노 역할이 높은 가 음 이상으로 거의 확장되지 않았다(예를 들어 헨델은 높은 다 음까지 확장되는 역할을 단 하나만 작곡했다). 비록 카스트라토 파리넬리는 최상위 라 음(그의 낮은 음역 또한 놀라웠는데, 테너 다 음까지 확장되었다)을 가졌다고 알려져 있었지만 말이다. 비교적 최근에 생긴 용어인 메조소프라노 또한 퍼셀의 《디도와 아이네이아스》의 여성 주역부터 바그너의 《트리스탄과 이졸데》의 브랑게네와 같은 무거운 역할까지 폭넓은 레퍼토리를 가지고 있다(이들은 모두 때때로 소프라노가 부르는 역할이다. 이 두 성부 유형 사이에는 꽤 많은 이동이 있다). 진정한 콘트랄토의 경우 역할의 범위가 더 제한적이어서, 콘트랄토는 "마녀, 악녀, 바지 역할"만 노래한다는 농담이 생겼다. 최근 몇 년 동안 바로크 시대의 많은 "남장 역할"들(원래 여성을 위해 쓰여졌고, 카스트라토가 불렀던 역할들)은 카운터테너에게 재할당되었다.
테너 목소리는 고전 시대 이후로 전통적으로 남성 주인공의 역할에 할당되어 왔다. 레퍼토리에서 가장 도전적인 테너 역할 중 다수는 벨칸토 시대에 작곡되었는데, 예를 들어 도니체티의 《연대의 딸》에서 중앙 C 위에 아홉 개의 C 음이 연속적으로 나오는 부분이 있다. 바그너 시대에는 그의 주인공 역할을 위해 성악적 무게감이 강조되었는데, 이 성악 범주는 헬덴테너로 묘사된다. 이 영웅적인 목소리는 푸치니의 《투란도트》에서 칼라프와 같은 역할에서 더 이탈리아적인 상대역을 가졌다. 베이스는 오페라에서 오랜 역사를 가지고 있으며, 오페라 세리아에서는 조연 역할과 때로는 희극적 해소 역할(이 장르의 높은 목소리가 너무 많아 대비를 이루는 역할)로 사용되었다. 베이스 레퍼토리는 넓고 다양하며, 모차르트의 《돈 조반니》에서 레포렐로의 희극적 역할부터 바그너의 《니벨룽의 반지》에서 보탄의 고귀함, 베르디의 《돈 카를로》에서 갈등하는 필립 왕까지 이른다. 베이스와 테너 사이에는 바리톤이 있는데, 이 또한 모차르트의 《코지 판 투테》에서 굴리엘모부터 베르디의 《돈 카를로》에서 포사까지 음역대가 다양하다. "바리톤"이라는 실제 명칭은 19세기 중반까지 표준화되지 않았다.

### 유명한 가수들

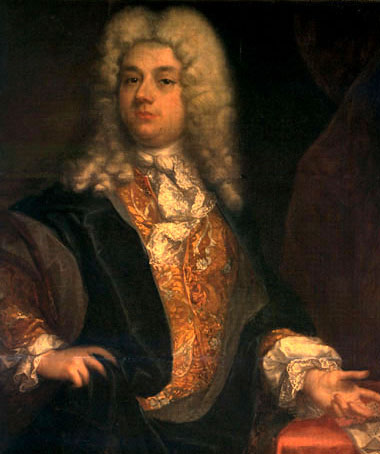
세네지노, c. 1720

초기 오페라 공연은 가수들이 이 스타일만으로 생계를 유지하기에는 너무 드물었지만, 17세기 중반 상업 오페라의 탄생과 함께 전문 연주자들이 등장하기 시작했다. 남성 영웅의 역할은 보통 카스트라토에게 맡겨졌고, 18세기에는 이탈리아 오페라가 유럽 전역에서 공연되면서 세네지노와 파리넬리와 같이 뛰어난 성악 기교를 지닌 주요 카스트라토들이 국제적인 스타가 되었다. 최초의 주요 여성 스타(또는 프리마돈나)인 안나 렌치의 경력은 17세기 중반으로 거슬러 올라간다. 18세기에는 많은 이탈리아 소프라노들이 국제적인 명성을 얻었고 종종 치열한 경쟁을 벌였는데, 이는 파우스티나 보르도니와 프란체스카 쿠조니가 헨델 오페라 공연 도중 주먹다짐을 벌인 경우와 같았다. 프랑스인들은 카스트라토를 싫어하여 남성 영웅 역할을 오트콩트 (높은 테너)가 부르는 것을 선호했는데, 조제프 르그로 (1739–1793)가 대표적인 예였다.
지난 세기 동안 오페라 후원이 다른 예술 및 매체(예: 뮤지컬, 영화, 라디오, 텔레비전, 음반)에 밀려 감소했지만, 매스 미디어와 녹음 기술의 등장은 안나 네트렙코, 마리아 칼라스, 엔리코 카루소, 아멜리타 갈리-쿠르치, 키르스텐 플라그스타, 마리오 델 모나코, 레나타 테발디, 라이스 스티븐스, 알프레도 크라우스, 프랑코 코렐리, 몽세라트 카바예, 조앤 서덜랜드, 비르기트 닐손, 넬리 멜바, 로사 폰셀레, 베니아미노 질리, 유시 비욜링, 표도르 샬리아핀, 체칠리아 바르톨리, 엘레나 오브라츠초바, 르네 플레밍, 갈리나 비슈네프스카야, 마릴린 혼, 브린 터펠, 드미트리 흐보로스톱스키, 그리고 3대 테너(루치아노 파바로티, 플라시도 도밍고, 호세 카레라스)를 포함한 많은 유명 가수들의 인기를 지지했다.

## 오케스트라 역할의 변화
1700년대 이전에는 이탈리아 오페라에 작은 현악 오케스트라가 사용되었지만, 가수들의 반주를 위해 연주되는 경우는 드물었다. 이 시기 오페라 솔로는 하프시코드, 류트와 같은 "현악기" 및 베이스 악기로 구성된 바소 콘티누오 그룹의 반주를 받았다. 현악 오케스트라는 보통 가수가 노래하지 않을 때만 연주되었는데, 예를 들어 가수의 "...등장과 퇴장, 성악 곡들 사이, [또는] 춤 반주"와 같았다. 이 시기 오케스트라의 또 다른 역할은 가수의 솔로가 끝날 때 오케스트라 리토르넬로를 연주하는 것이었다. 1700년대 초반, 일부 작곡가들은 현악 오케스트라를 사용하여 특정 아리아나 레치타티보를 "...특별하게" 표시하기 시작했다. 1720년경에는 대부분의 아리아에 오케스트라가 반주했다. 도메니코 사로, 레오나르도 빈치, 잔바티스타 페르골레시, 레오나르도 레오, 하세와 같은 오페라 작곡가들은 오페라 오케스트라에 새로운 악기들을 추가하고 악기들에 새로운 역할을 부여했다. 그들은 현악기에 금관악기를 추가하고, 특정 아리아를 특별하게 표시하기 위해 오케스트라 악기들로 악기 솔로를 연주하게 했다.

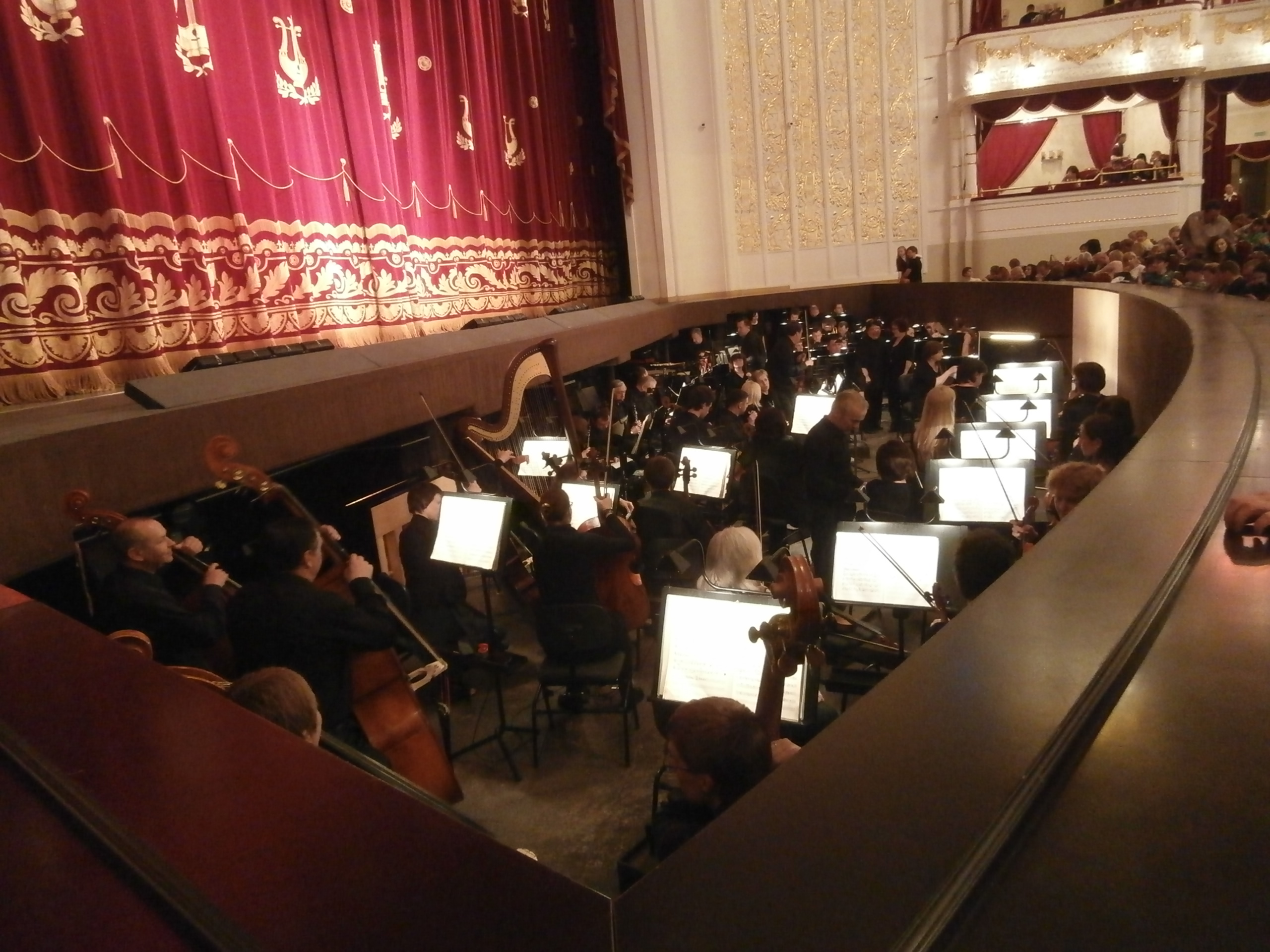
벨라루스 국립 오페라 발레 극장 오케스트라 피트 (2014년)

오케스트라는 1600년대부터 가수들이 무대에 오르기 전에 악기 서곡을 제공하기도 했다. 페리의 《에우리디체》는 짧은 악기 리토르넬로로 시작하고, 몬테베르디의 《오르페오》(1607년)는 약음기를 낀 트럼펫을 위한 팡파르인 토카타로 시작한다. 륄리의 오페라에서 발견되는 프랑스식 서곡은 점음표 리듬의 느린 도입부와 그 뒤를 잇는 푸가토 스타일의 활기찬 악장으로 구성된다. 서곡 뒤에는 막이 오르기 전에 일련의 춤곡들이 자주 이어졌다. 이러한 서곡 스타일은 영국 오페라에서도 사용되었는데, 특히 퍼셀의 《디도와 아이네이아스》에서 두드러진다. 헨델 또한 그의 이탈리아 오페라 중 일부, 예를 들어 《줄리오 체사레》에서 프랑스식 서곡 형식을 사용한다.
이탈리아에서는 1680년대부터 "서곡"이라는 독특한 형태가 등장했으며, 특히 스카를라티의 오페라를 통해 확고히 자리 잡았고, 18세기 중반에는 유럽 전역으로 퍼져 프랑스 형태를 대체하여 표준 오페라 서곡이 되었다. 이 형식은 일반적으로 호모포닉한 세 개의 악장으로 구성된다. 빠르고–느리고–빠르게 진행된다. 시작 악장은 보통 이중 박자이며 장조였고, 초기 예시의 느린 악장은 짧았으며 대조적인 조를 가질 수 있었다. 마지막 악장은 춤곡 형태였으며, 대부분 지그나 미뉴에트의 리듬을 가졌고, 시작 부분의 조로 돌아왔다. 형태가 발전하면서 첫 악장은 팡파르 같은 요소를 포함하고 소위 "소나티네 형식"(소나타 형식에서 발전부가 없는 형태)을 띠게 되었으며, 느린 부분은 더 길어지고 서정적이 되었다.
1800년경 이후 이탈리아 오페라에서 "서곡"은 신포니아로 알려졌다. 피셔는 또한 "신포니아 아반티 레오페라"(Sinfonia avanti l'opera, 문자 그대로 "오페라 전의 교향곡")라는 용어가 "오페라를 시작하는 데 사용되는 신포니아의 초기 용어, 즉 작품의 후반부를 시작하는 것과는 대조적으로 서곡으로 사용되는 것"이라고 언급한다. 19세기 오페라에서 일부 오페라의 서곡, 전주곡, 서곡 또는 기타 이름으로 불리는 부분은 막이 오르기 전에 연주되는 음악의 일부였으며, 서곡에 특정하고 엄격한 형식이 더 이상 요구되지 않았다.
19세기 동안 고전주의 양식이 낭만주의 시대로 전환되면서 가수들의 반주에서 오케스트라의 역할도 변화했다. 일반적으로 오케스트라는 더 커졌고, 추가 타악기(예: 베이스 드럼, 심벌즈, 스네어 드럼 등)와 같은 새로운 악기들이 추가되었다. 오케스트라 파트의 오케스트레이션 또한 19세기 동안 발전했다. 바그너 오페라에서 오케스트라의 전면 등장은 서곡을 넘어섰다. 《니벨룽의 반지》와 같은 바그너 오페라에서 오케스트라는 종종 반복되는 음악적 주제나 라이트모티프를 연주했으며, 이러한 역할은 오케스트라에 "...프리마돈나의 지위로 그 위상을 높였다"는 중요성을 부여했다. 바그너의 오페라는 전례 없는 규모와 복잡성으로 편곡되었으며, 더 많은 금관악기와 거대한 앙상블 규모를 추가했다. 실제로 그의 《라인의 황금》 악보에는 여섯 대의 하프가 필요하다. 바그너와 그 이후의 작곡가들, 예를 들어 벤저민 브리튼의 작품에서 오케스트라는 "종종 극중 인물들의 인식 수준을 넘어서는 이야기에 대한 사실을 전달한다. 그 결과 비평가들은 오케스트라가 문학적 해설자와 유사한 역할을 수행한다고 간주하기 시작했다."
오페라 역사에서 오케스트라와 다른 악기 앙상블의 역할이 변화함에 따라, 음악가들을 이끄는 역할도 변화했다. 바로크 시대에는 음악가들이 주로 하프시코드 연주자에 의해 지휘되었지만, 프랑스 작곡가 장바티스트 륄리는 긴 지휘봉으로 지휘한 것으로 알려져 있다. 1800년대 고전주의 시대에는 수석 바이올리니스트, 즉 콘서트마스터가 앉아서 오케스트라를 이끌었다. 시간이 지남에 따라 일부 지휘자들은 서서 손과 팔 제스처를 사용하여 연주자들을 이끌기 시작했다. 결국 이 음악 감독의 역할은 지휘자로 불리게 되었고, 모든 음악가들이 그를 더 쉽게 볼 수 있도록 지휘대가 사용되었다. 바그너 오페라가 도입될 무렵에는 작품의 복잡성과 연주에 사용되는 거대한 오케스트라 때문에 지휘자의 역할이 점점 더 중요해졌다. 현대 오페라 지휘자들은 어려운 역할을 맡고 있다. 그들은 오케스트라 피트의 오케스트라와 무대 위의 가수들을 모두 지휘해야 한다.

## 언어 및 번역 문제
헨델과 모차르트 시대부터 많은 작곡가들은 오페라 대본 언어로 이탈리아어를 선호했다. 벨칸토 시대부터 베르디에 이르기까지 작곡가들은 때때로 자신의 오페라를 이탈리아어와 프랑스어 두 가지 버전으로 감독하기도 했다. 이 때문에 《람메르무어의 루치아》나 《돈 카를로》와 같은 오페라는 오늘날 프랑스어와 이탈리아어 버전 모두에서 정식으로 간주된다.
1950년대 중반까지는 작곡가나 원래 대본가가 승인하지 않은 번역본으로 오페라를 제작하는 것이 허용되었다. 예를 들어, 이탈리아의 오페라 극장들은 바그너 오페라를 일상적으로 이탈리아어로 상연했다. 제2차 세계대전 이후 오페라 학문이 발전하면서 예술가들은 원본 버전에 다시 집중했고, 번역본은 인기가 시들해졌다. 오늘날 유럽 언어, 특히 이탈리아어, 프랑스어, 독일어 지식은 전문 가수 훈련의 중요한 부분이다. "오페라 훈련의 가장 큰 부분은 언어학 및 음악성입니다."라고 돌로라 자익 메조소프라노는 설명한다. "저는 제가 부르는 것뿐만 아니라 다른 모든 사람이 부르는 것을 이해해야 합니다. 저는 이탈리아어, 체코어, 러시아어, 프랑스어, 독일어, 영어를 노래합니다."
1980년대부터 슈퍼타이틀(때로는 수퍼타이틀)이 등장하기 시작했다. 슈퍼타이틀은 처음에는 주의를 산만하게 하는 요소로 거의 보편적으로 비난받았지만, 오늘날 많은 오페라 극장에서는 일반적으로 극장 프로시니엄 아치 위에 투사되는 슈퍼타이틀이나, 관객이 여러 언어 중에서 선택할 수 있는 개별 좌석 화면을 제공한다. TV 방송은 심지어 언어를 잘 아는 시청자를 대상으로 하더라도 일반적으로 자막을 포함한다(예를 들어, RAI의 이탈리아 오페라 방송). 이러한 자막은 청각 장애인뿐만 아니라 일반 관객을 대상으로 하는데, 이는 노래하는 담화가 말하는 담화보다 이해하기 훨씬 어렵기 때문이다. 심지어 원어민의 귀에도 마찬가지이다. 하나 이상의 언어로 된 자막은 오페라 방송, 동시 상영, DVD 판본에서 표준이 되었다.
오늘날 오페라는 번역되어 공연되는 경우가 드물다. 예외로는 잉글리시 내셔널 오페라, 세인트루이스 오페라 극장, 피츠버그 오페라 극장, 오페라 사우스 이스트가 있는데, 이들은 영어 번역을 선호한다. 다른 예외로는 훔퍼딩크의 《헨젤과 그레텔》과 모차르트의 《마술피리》의 일부 프로덕션과 같이 젊은 관객을 대상으로 한 오페라 제작이 있다.

## 자금 지원
미국 이외의 지역, 특히 유럽에서는 대부분의 오페라 극장이 납세자로부터 공공 보조금을 받는다. 이탈리아 밀라노에서는 스칼라 극장의 연간 예산 1억 1500만 유로 중 60%가 티켓 판매 및 개인 기부금에서 오고, 나머지 40%는 공공 기금에서 온다. 2005년 스칼라 극장은 공연 예술에 대한 이탈리아 전체 국가 보조금 4억 6400만 유로 중 25%를 받았다. 영국에서는 잉글랜드 예술위원회가 오페라 노스, 로열 오페라 하우스, 웨일스 내셔널 오페라, 잉글리시 내셔널 오페라에 자금을 지원한다. 2012년에서 2015년 사이에 이 네 오페라단과 잉글리시 내셔널 발레, 버밍엄 로열 발레, 노던 발레는 예술위원회의 국가 포트폴리오 기금 중 22%를 차지했다. 이 기간 동안 위원회는 대규모 오페라 및 발레단에 대한 자금 지원을 분석하고, 2015년에서 2018년 자금 지원 결정 전에 해당 단체들이 충족해야 할 권고 사항과 목표를 설정했다. 2015년 2월, 잉글리시 내셔널 오페라의 사업 계획에 대한 우려로 인해 예술위원회는 "특별 자금 지원 대상"으로 지정했는데, 인디펜던트지는 이를 "전례 없는 조치"라며 2017년까지 위원회의 우려가 해소되지 않으면 공공 자금을 철회하겠다고 위협했다. 유럽의 오페라에 대한 공공 자금 지원은 유럽과 미국 간의 연중 오페라 극장 수에 불균형을 초래했다. 예를 들어, "독일은 [2004년 현재] 약 80개의 연중 오페라 극장을 가지고 있지만, 인구가 세 배 이상인 미국에는 없다. 심지어 메트 오페라도 7개월 시즌만 운영한다."

## 텔레비전, 영화, 인터넷
미국에서 오페라 방송의 이정표는 1951년 12월 24일에 메노티의 1막 오페라인 《아말과 밤의 방문객》이 생방송되면서 이루어졌다. 이 작품은 미국에서 텔레비전을 위해 특별히 작곡된 최초의 오페라였다. 또 다른 이정표는 1992년 이탈리아에서 《토스카》가 원래 로마의 배경과 시간대에서 생방송되면서 발생했다. 첫 막은 토요일 정오에 16세기 산탄드레아 델라 발레 교회에서, 두 번째 막은 오후 8시 15분에 16세기 팔라초 파르네세에서, 세 번째 막은 일요일 오전 6시에 산탄젤로 성에서 방송되었다. 이 제작은 위성을 통해 105개국으로 전송되었다.
주요 오페라단들은 미국과 다른 여러 국가의 지역 영화관에서 공연을 상영하기 시작했다. 메트로폴리탄 오페라는 2006년부터 전 세계 영화관으로 고선명 비디오 실시간 전송 시리즈를 시작했다. 2007년에는 멧 오페라 공연이 미국 350개 도시의 424개 이상의 극장에서 상영되었다. 《라 보엠》은 전 세계 671개 스크린에서 상영되었다. 샌프란시스코 오페라단은 2008년 3월에 사전 녹화된 비디오 전송을 시작했다. 2008년 6월 기준으로 약 117개 미국 도시의 125개 극장에서 상영되고 있다. HD 비디오 오페라 전송은 주요 할리우드 영화에 사용되는 것과 동일한 HD 디지털 시네마 프로젝터를 통해 상영된다. 로열 오페라, 밀라노 스칼라 극장, 잘츠부르크 페스티벌, 베네치아 라 페니체, 피렌체 피렌체 음악제를 포함한 유럽 오페라 하우스와 축제들도 2006년부터 전 세계 도시의 극장으로 공연을 전송했으며, 여기에는 미국 내 90개 도시도 포함된다.
인터넷의 등장은 관객들이 오페라를 소비하는 방식에도 영향을 미쳤다. 2009년 영국 글라인드본 오페라 페스티벌은 2007년 프로덕션인 《트리스탄과 이졸데》 전곡을 온라인 디지털 비디오 다운로드로 처음 제공했다. 2013년 시즌에는 이 페스티벌이 모든 6개 프로덕션을 온라인으로 스트리밍했다. 2012년 7월, 최초의 온라인 커뮤니티 오페라가 사본린나 오페라 페스티벌에서 초연되었다. 《자유 의지》라는 제목의 이 작품은 인터넷 그룹 Opera By You의 회원들이 만들었다. 43개국에서 온 400명의 회원들이 렉카무비 웹 플랫폼을 사용하여 대본을 쓰고, 음악을 작곡하고, 무대 장치와 의상을 디자인했다. 사본린나 오페라 페스티벌은 전문 솔리스트, 80명 규모의 합창단, 심포니 오케스트라, 그리고 무대 장치를 제공했다. 이 작품은 페스티벌에서 라이브로 공연되었고 인터넷으로 생중계되었다.

## 같이 보기
- 오페라 작품 목록
- 허구 문학에 등장하는 오페라 목록
- 오페라 경영
- 라디오 오페라

## 참고 문헌
- Apel, Willi, 편집. (1969). 《하버드 음악 사전》 2판. 매사추세츠주 케임브리지: 하버드 대학교 출판부 벨크냅 출판부. ISBN 0-674-37501-7.
- Cooke, Mervyn (2005). 《20세기 오페라의 케임브리지 동반자》. 케임브리지: 케임브리지 대학교 출판부. ISBN 0-521-78009-8. See also Google Books partial preview.
- Parker, Roger, 편집. (1994). 《옥스퍼드 오페라 삽화 역사》. 옥스퍼드 및 뉴욕: 옥스퍼드 대학교 출판부. ISBN 0-19-816282-0 – 인터넷 아카이브 경유.
  - Tyrrell, John. "7. Russian, Czech, Polish and Hungarian Opera to 1900". In Parker (1994).

## 더 읽어보기
- 《뉴 그로브 오페라 사전》, 스탠리 새디 편집 (1992년), 5,448페이지, 영어로 된 가장 좋고 가장 큰 일반 참고 자료이다. ISBN 0-333-73432-7, 1-56159-228-5
- 《바이킹 오페라 가이드》, 아만다 홀든 편집 (1994년), 1,328페이지, ISBN 0-670-81292-7
- 《옥스퍼드 오페라 사전》, 존 워랙과 이완 웨스트 (1992년), 782페이지, ISBN 0-19-869164-5
- 《오페라, 거친 가이드》, 매튜 보이든 외 (1997년), 672페이지, ISBN 1-85828-138-5
- 《오페라: 간결한 역사》, 레슬리 오레이와 로드니 밀네스, 세계 예술, 템스 & 허드슨
- "오페라", 허버트 와인스톡과 바버라 루사노 해닝, 《브리태니커 백과사전》
- Abbate, Carolyn; Parker, Roger (2012). 《오페라의 역사》. 뉴욕: W. W. 노턴. ISBN 978-0-393-05721-8.
- 브라운, 하워드 마이어, "오페라", 《뉴 그로브 음악 및 음악가 사전》. 2001년. 옥스퍼드 대학교 출판부
- 디가에타니, 존 루이스: 《오페라로의 초대》, 앵커 북스, 1986/91년. ISBN 0-385-26339-2.
- 도르셀, 안드레아스, '오페라의 역설', 《케임브리지 쿼터리》 30 (2001년), 4호, pp. 283–306. ISSN 0008-199X (인쇄). ISSN 1471-6836 (전자). 오페라의 미학을 논한다.
- Edwards, Henry Sutherland (1862). 오페라. 런던: W. H. 앨런 - 프로젝트 구텐베르크 . 틀:LCCN8.
- Lee, E. Markham (1909). 오페라 이야기. 런던: 월터 스콧 출판사 - 프로젝트 구텐베르크
- 레오폴드, 실케, "국립 오페라의 이념, c. 1800", 《유럽 문화의 통합과 다양성 c. 1800》, 팀 블래닝 및 하겐 슐체 편집 (뉴욕: 옥스퍼드 대학교 출판부, 2006년), 19–34페이지.
- 맥머레이, 제시카 M. 및 앨리슨 브루스터 프란제티: 《101 오페라 리브레토의 책: 영어 번역이 있는 완전한 원문》, 블랙 독 & 레벤탈 출판사, 1996년. ISBN 978-1-884822-79-7
- 루스, 새뮤얼 홀랜드 (1919). 《빅트롤라 오페라 책》. 그림이 있는 오페라 이야기.... 뉴저지주 캠던: 빅터 토킹 머신 컴퍼니. 인터넷 아카이브에서 보기.
- 사이먼, 헨리 W.: 《그랜드 오페라의 보물》, 사이먼 앤 슈스터, 뉴욕, 1946년.